# 三菱電機
三菱電機株式会社（みつびしでんき、英: Mitsubishi Electric Corporation）は、東京都千代田区丸の内に本社を置く三菱グループの大手総合電機メーカーである。
三菱電機グループの中核企業。三菱金曜会 および三菱広報委員会 の会員企業である。1921年1月15日に兵庫県神戸市にある三菱造船電機製作所（現在の三菱重工業の神戸造船所）から分離独立する形で設立された。
日経平均株価および読売株価指数、TOPIX Core30、JPX日経インデックス400の構成銘柄の一つ。

## 概要
日本の大手総合電機メーカーとして、売上高において日立製作所に次ぐ業界2位である。一般消費者向けの家電から重電、人工衛星まで幅広い製品を販売している。FA機器、昇降機（エレベーターなど）、タービン発電機、鉄道車両用電機品、パワー半導体、人工衛星など多くの産業用電気機器で日本国内トップシェアである。また、三菱重工と同様に宇宙・防衛エレクトロニクス分野に強みを持っている。MISTY1やKASUMIなどの開発や実装の実績による暗号化技術は世界トップレベルである。2021年現在日本一の特許数を維持している。
LED電球においては三菱ケミカルグループ、エアコンにおいては同じく三菱グループの三菱重工業との間で事業が重複しており、「三菱パッケージエアコン」「三菱ルームエアコン」の呼称が三菱電機のエアコンのことを指す。ITS事業についてETC車載器製造販売が重複していたが、2017年重工は古野電気に事業譲渡した。ただ、地上部門では引き続き事業重複している。
既に撤退したパソコン用ディスプレイにおいては、ブラウン管時代から一定の評価があり、液晶ディスプレイにおいても高いシェアを占めていた。

## 歴史

### 沿革
- 1873年（明治6年） - 岩崎弥太郎が海運会社九十九（ツクモ）商会を三菱商会と改称し、海運と商事を中心に事業の展開を行う。
- 1884年（明治17年） - 官営長崎造船所（現在の長崎製作所）を政府から借り受ける。
- 1887年（明治20年） - 官営長崎造船所の払い下げを受ける。
- 1893年（明治26年） 2月 - 三菱合資会社を設立。
- 1917年（大正6年）10月 - 三菱造船として独立。
- 1921年（大正10年）1月 - 三菱造船の電機製作所（神戸）を母体に三菱電機株式会社として独立。変圧器、電動機、扇風機等を手がける。
会社設立日（登記上）は1月15日であるが、創立記念日は2月1日とされている。
名古屋市大曽根に工場用地を取得し、本店は名古屋市に置いた（1922年（大正11年）に東京市三菱本館へ移転)。
- 1923年（大正12年）11月 - 三菱造船長崎造船所から「電機工場」を分離独立し、後の長崎製作所となる。タービン発電機など大型重電機器を手がける。
- 1924年（大正13年）9月 -  初の自社単独工場である名古屋製作所を設立[注釈 2]。
- 1928年（昭和3年） - 国産初の幹線用大型電気機関車（EF52）の開発を取り纏め、日立製作所、芝浦製作所（後の東芝）、川崎造船所（後の川崎重工業）と共同で完成。日本国有鉄道へ納める。
- 1935年（昭和10年） - エレベーター、エスカレーターの一貫生産を開始。
- 1946年（昭和21年） - 「ダイヤトーンスピーカー」の原型となる「ダイヤトーンラジオ」発売。
- 1951年（昭和26年）4月1日 - 太平洋戦争により中断していた米国ウェスティングハウス・エレクトリックとの技術提携が復活。8月にはWABCO社との提携も再開[10]。
- 1958年（昭和33年） - 三菱電機が中核となり三菱グループ25社で三菱原子力工業を設立。
- 1960年（昭和35年） - トランジスタ式コンピュータMELCOM 1101を発表。
- 1964年（昭和39年）
  - 企業スローガン「今日もあなたと共に」を制定。
  - 東海道新幹線に車両用電機品の他、列車集中制御装置、列車無線、変電設備等を納入。
  - 気象庁に富士山レーダーのシステム一式を納入。本事案は2000年に米国電気電子学会(IEEE)からIEEEマイルストーンに認定される。
- 1966年（昭和41年） - （日本初の？）人工衛星搭載用電力機器を開発。TRWから受注しインテルサットIII号へ搭載する[11]。
- 1968年（昭和43年） - 企業スローガン「未来を開発する三菱電機」を制定（日本国外向けは「ADVANCED AND EVER ADVANCING MITSUBISHI ELECTRIC」）。
- 1985年（昭和60年） - CIを導入、新企業スローガン「技術がつくる高度なふれあい SOCIO-TECH」を制定。
- 1990年（平成2年） - この年の11月、当時の通信機器事業部長の発案で、AB型の血液型の社員だけを集めて「奇想天外プロジェクト」の頭文字を取った、KTPというチームを作り、アイデア・企画力に優れたAB型を利用することで、ヒット商品に結びつけようとした[12]。
- 1991年（平成3年） - 映画『シザーハンズ』（ティム・バートン監督、ジョニー・デップ主演）よりエドワード・シザーハンズを広告に採用。「我が闇に・・・○○。[注釈 3]」をキャッチコピーに掲げられ、カタログ等にも登場している。
- 2001年（平成13年） - 創業80周年。コーポレートステートメント「Changes for the Better」を制定。
- 2008年（平成20年） - 放送・通信衛星として初の国産衛星スーパーバード7号機（C2号機）を打ち上げ。
  - 3月 - 携帯電話端末事業から撤退を発表。
  - 10月 - 売り上げ不振で赤字が続いていた洗濯機の自社生産を完全終了。
- 2009年（平成21年） - 環境ステートメント「eco changes 家庭から宇宙まで、エコチェンジ。」を制定。
- 2012年（平成24年）12月 - 洗濯機の販売を系列店「三菱電機ストアー」のみで再開（生産は日立アプライアンスへ委託）。
- 2013年（平成25年）12月 - 個人向け液晶ディスプレイ事業、ブルーレイディスクレコーダー事業からの撤退を発表。
- 2014年（平成26年）7月 - ブランドロゴを「黒色のMITSUBISHI ELECTRICロゴとスリーダイヤ」に国内外で統一。日本国内での広告活動も6月13日に新たに放映されるテレビCMから「黒色のMITSUBISHI ELECTRICロゴとスリーダイヤ」仕様のブランドロゴに変更[13][注釈 4]。
- 2016年（平成28年）
  - 2月 - 2020年東京オリンピック・パラリンピックのエレベーター・エスカレーター・ムービングウォーク分野におけるオフィシャルパートナーとなる[14]。
  - 10月- LPGAツアーとして、「樋口久子 三菱電機レディスゴルフトーナメント」を開催（本大会は前年の特別協賛社であったロイヤリティーマーケティングから引き継ぎ、「樋口久子 Pontaレディス」から大会名を改称）。三菱電機の企業名を冠した日本国内でのゴルフ大会は、1997年までLPGAツアーとして開催されていた「三菱電機レディスゴルフトーナメント」以来、19年ぶりとなる[15]。
- 2021年（令和3年）
  - 7月2日 - 6月に発覚した鉄道車両向け空調機器の不正検査事案の発覚を受け、杉山武史社長（2018年就任）が引責辞任[16]。
  - 11月1日 - テレビの家電量販店向け出荷を9月で終了したと発表。今後は三菱電機ストアー（系列販売店）だけでの取り扱いとなる（2024年〈令和6年〉3月まで）。
- 2022年（令和4年）
  - 3月31日 - 京都製作所の組織を解消[17]
  - 4月1日
    - ビルシステム事業を三菱電機ビルソリューションズ[注釈 5][18] に経営統合[19][20]。
    - 三菱電機グループのソフトウェア開発会社6社を三菱電機ソフトウエア株式会社に統合[21][22]。
- 2024年（令和6年）4月1日 - 自動車機器事業を分社化した「三菱電機モビリティ株式会社」が事業活動を開始[23]。

### 出来事
時価総額で日立製作所を凌駕
2006年（平成18年）9月26日、バブル崩壊後初めて、時価総額が日立を上回ったことが話題となった。日立・東芝両社の業績低迷が報じられる中で、携帯電話や洗濯機等の不採算事業を大胆に整理し、資金と人材を得意分野に集中するという「事業の選択と集中」に成功して業績を伸ばした。
産学官連携の取り組み
2001年（平成13年）6月22日、三菱商事、東日本電信電話（NTT東日本）、東京工科大学と共に、産学官連携事業として生体認証技術（バイオメトリクス）利用による「未来型キャンパスモデル」構築のためのビジネス・コンソーシアムを設立した。

### 歴代経営者
- 武田秀雄
- 川井源八
- 高杉晋一
- 関義長
- 大久保謙
- 進藤貞和
- 片山仁八郎
- 志岐守哉
- 北岡隆
- 谷口一郎
- 野間口有
- 下村節宏
- 山西健一郎
- 柵山正樹
- 杉山武史
- 漆間啓

## CI
本節では、ロゴ・ブランド名や企業の理念を謳ったコーポレートステートメントなど、三菱電機のコーポレートアイデンティティについて記す。

### コーポレートステートメント
コーポレートステートメントは、
- 「今日もあなたと共に」（1964年 - 1968年）
- 「未来を開発する三菱電機」（1968年 - 1985年）
  - 海外では「ADVANCED AND EVER ADVANCING」（1968年 - 2001年）
- 「技術がつくる高度なふれあい SOCIO-TECH」（1985年 - 2001年）
- 「"Changes for the Better"」（より良きものへの変革）（2001年 - ）

と変化している。（後述の歴代のキャッチコピーも参照）

### ロゴマークの変遷

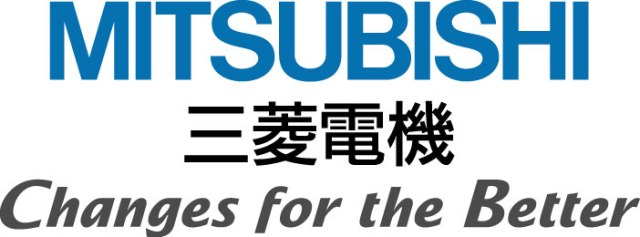
旧ロゴ（Changes for the better　制定後）

1968年制定の「MITSUBISHI ELECTRIC」ロゴを長らく使用していたが、1985年から2代目ロゴとして水色で「MITSUBISHI」と書かれたものに切り替えられた。ただし、以降に製造された製品（主に民生品以外）でも一部に初代ロゴを使用したものがごくまれに見られる。
この間も海外向けには2代目ロゴは使用されず、スリーダイヤと黒色の「MITSUBISHI ELECTRIC」ロゴ意匠が継続して使用されていたが、2014年1月9日に「国内外での三菱電機グループの一層の認知向上と、持続的成長に向けたグローバルでの事業競争力のさらなる強化」を目的とし、4月1日以降は国内外でブランドロゴを統一することを発表した。日本国内での広告活動については同年6月13日から放映されているテレビCMから新ロゴに改め、すでに放映されているバージョンにおいても順次新しく切り替えられた。このロゴの掲出は改定前までは末尾だったが、改定後は企業CMを除き冒頭に変更されている。カーナビゲーションの本体についてはスペースの関係上、横並びの「MITSUBISHI ELECTRIC」ロゴのみを表記する。
なお、スタジオアルタの街頭ビジョンとして用いられているオーロラビジョンは2014年2月に新型のものに更新されたが、同時に掲示されている社名ロゴも新ロゴマークを用いたため、正式な変更より一足早く使用する形となった。

### 「ダイヤ」の派生
携帯電話のメーカー記号の「D」とは、三菱のシンボルマーク（3ダイヤモンド three Diamond）に由来している。これに限らず、製品の愛称に「ダイヤ」を用いたものが数多くある（オーディオブランド「ダイヤトーン」、電気温水器「ダイヤホット」、ブラウン管「ダイヤトロン」、液晶ディスプレイ「ダイヤモンドクリスタ」、TFT液晶モジュール「ディアファイン」など）。

### 略称
Mitsubishi ELectric COrporationから「メルコ(MELCO)」という略称をかつては使用していた。高度経済成長期（昭和30年代 - 昭和40年代）、三菱電機の系列家電チェーン店には「メル子」という、女の子をかたどった人形（髪には三菱マーク型のリボンをつける）がいた。2016年現在でも、商品名や三菱電機グループ内の子会社に「メルコ」を冠したものが存在する。また、三菱電機の男子バスケットボール部を前身とする「名古屋ダイヤモンドドルフィンズ」の2000年から2007年までの名称は「三菱電機メルコドルフィンズ」だった。
パソコン周辺機器メーカーの（旧）メルコ（現在：バッファロー）と混同されることがあったが、メルコホールディングスグループとの直接の関係は従来ない。
かつてはドメイン名も「melco.co.jp」であったが、2002年に「www.MitsubishiElectric.co.jp」に変更された。melco.co.jpドメインもグループ会社の名義で保持しており、社内では今も使われている。

## 事業領域

### 公共・ビル

#### 交通システム

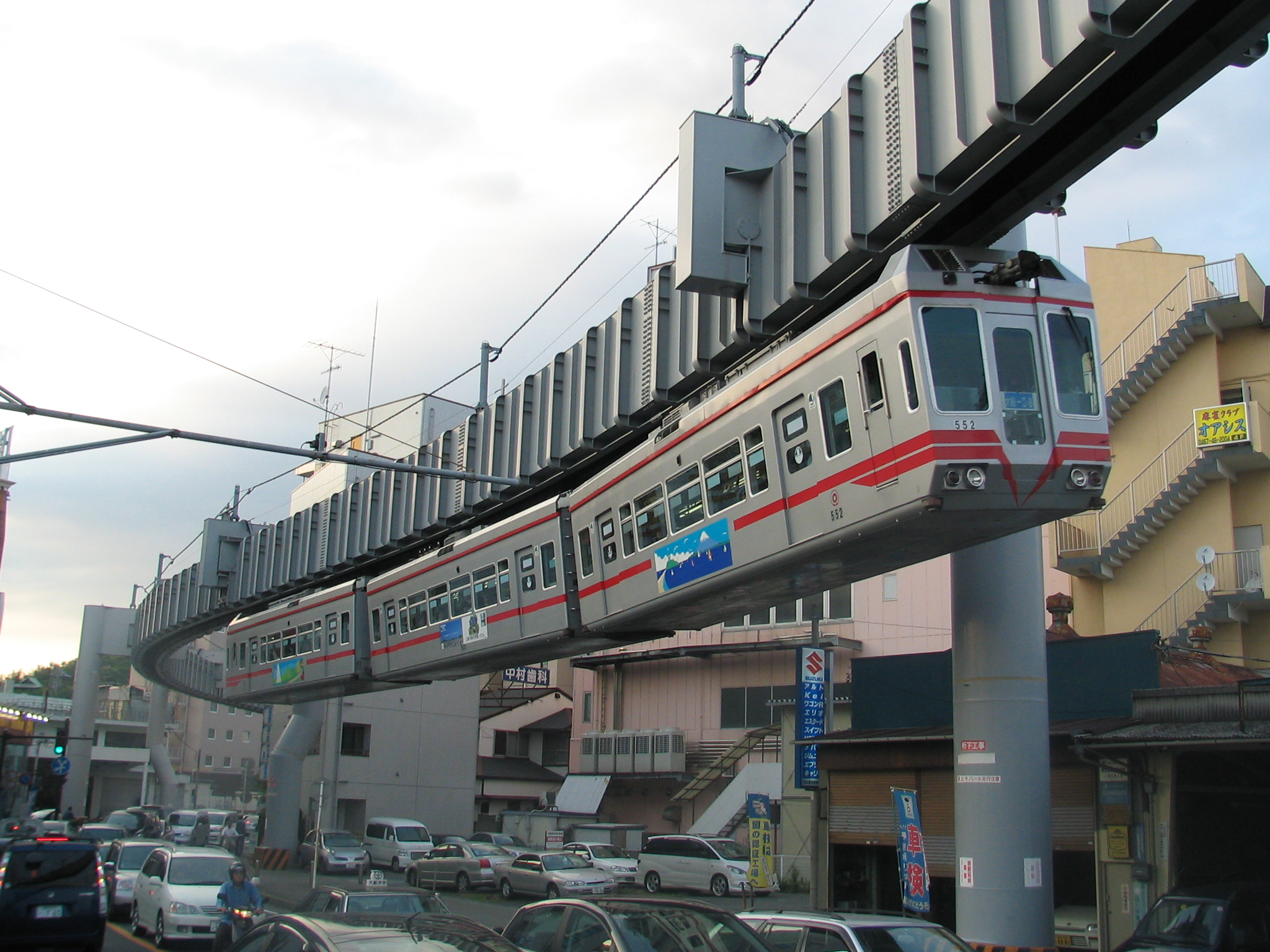
湘南モノレール500形

- 鉄道関連 - 鉄道車両用の電装品（主電動機、推進制御装置、補助電源装置、空調装置、ブレーキシステム、ATC・ATS・ATOといった車上保安装置等）や鉄道運行に関わる地上電気設備（受変電装置、回生インバータ装置、運行管理システム等）を中心に、旅客案内システムやデジタル列車無線、可動式ホーム柵[27] なども手がけている。
  - 日本国内の多数の鉄道事業者が三菱電機製の電装品を使用している。ただし、全面的に三菱電機製を採用しているのではなく、他のメーカーと同様に各鉄道事業者の所有する一部の車両のみの採用としている事例が多い（例えば阪神電気鉄道では約半数の車両の制御装置でのみ採用しているほか、小田急電鉄では長らく一般車両のみ三菱電機製の制御装置を採用していた）。
旧・新京成電鉄[注釈 8]の新造車両は一部[注釈 9]を除き三菱電機製の主電動機と制御装置を使用しているが、これは1955年の全線開業にあたって三菱電機が資金面で協力したことによる[注釈 10]。
神戸電鉄・旧・北神急行電鉄[注釈 11]でも開業以来一貫して三菱電機製の主電動機と主制御器を採用している[注釈 12]。
    - 阪急電鉄が新2000系・新2300系の電動空気圧縮機に三菱電機製品を採用したことにより、関西の大手私鉄全社は何らかの形で車両に三菱電機の製品を採用したことになった。

  - 日本国内にとどまらず世界各国への輸出や国外の工場での生産も行われており、車両用電機品の分野では国内トップシェア、世界でも4位のシェアを持つ。
  - 鉄道車両向け空調装置でも有数のシェアを持つ（CU-7*系、AU75系、AU726系など）。冷熱システム製作所（和歌山市）が製造。車両換気装置のファンデリア（丸型の軸流ファン）やラインデリア（横流ファン）[注釈 13] は三菱電機の特許である。他に「ロスナイ」の商品名を持つ熱交換形換気装置も製造する（建築物向けも製品化）[28]。
  - 近畿日本鉄道（近鉄）とともに、MM'ユニット方式や上述のラインデリアを開発したことでも知られている。同社も三菱電機製品を多く使用している。[注釈 14]
  - 近年の鉄道車両で多く見られる、ドア上部の案内・広告用液晶ディスプレイは同社の製品が多数を占める。採用例は、JR東日本（トレインチャンネル）、西武鉄道（西武スマイルビジョン）、JR西日本（WESTビジョン）など。
  - かつて資本参加していた神奈川県の湘南モノレールの車両を三菱重工業と共同企業体を組んで製作に関与している（三菱懸垂型モノレール）ほか、事業運営でも協力している。
  - 電気機関車は、かつては三菱重工業と共同で製作していたが、国鉄分割民営化後のJRの電気機関車（EF210・EF500・EF510）は川崎車両（旧川崎重工業車両カンパニー）[注釈 15] と共同で製作している。
- 高度道路交通システム（ITS） - ETC地上機器や車上機器を手がけている。

#### エレベーター
エレベーター事業は世界シェア4位、国内シェア1位を誇っており、2019年現在下りのみ世界最高速エレベーターの記録を保持している。上りは上海中心の1230m/min (73.8km/h)、下りは横浜ランドマークタワーの750m/min (45 km/h) で、その速さにもかかわらず、10円玉を立てても倒れない安定性を持つ。稲沢製作所内には高さ173.0mのエレベーター実験塔（名称：SOLAÉ）があり、分速1200m級のエレベーターの開発を行っている。SOLAÉの名前には、空へ向かって伸びる形と、限りない品質追求の思いが込められており、高さ173.0mも所在地の稲沢市（イナザワ）に由来する。
2022年4月にエレベーターの開発・生産・販売は三菱電機ビルソリューションズ に集約。なお、移管後も三菱電機本体は日本エレベーター協会の会員である。

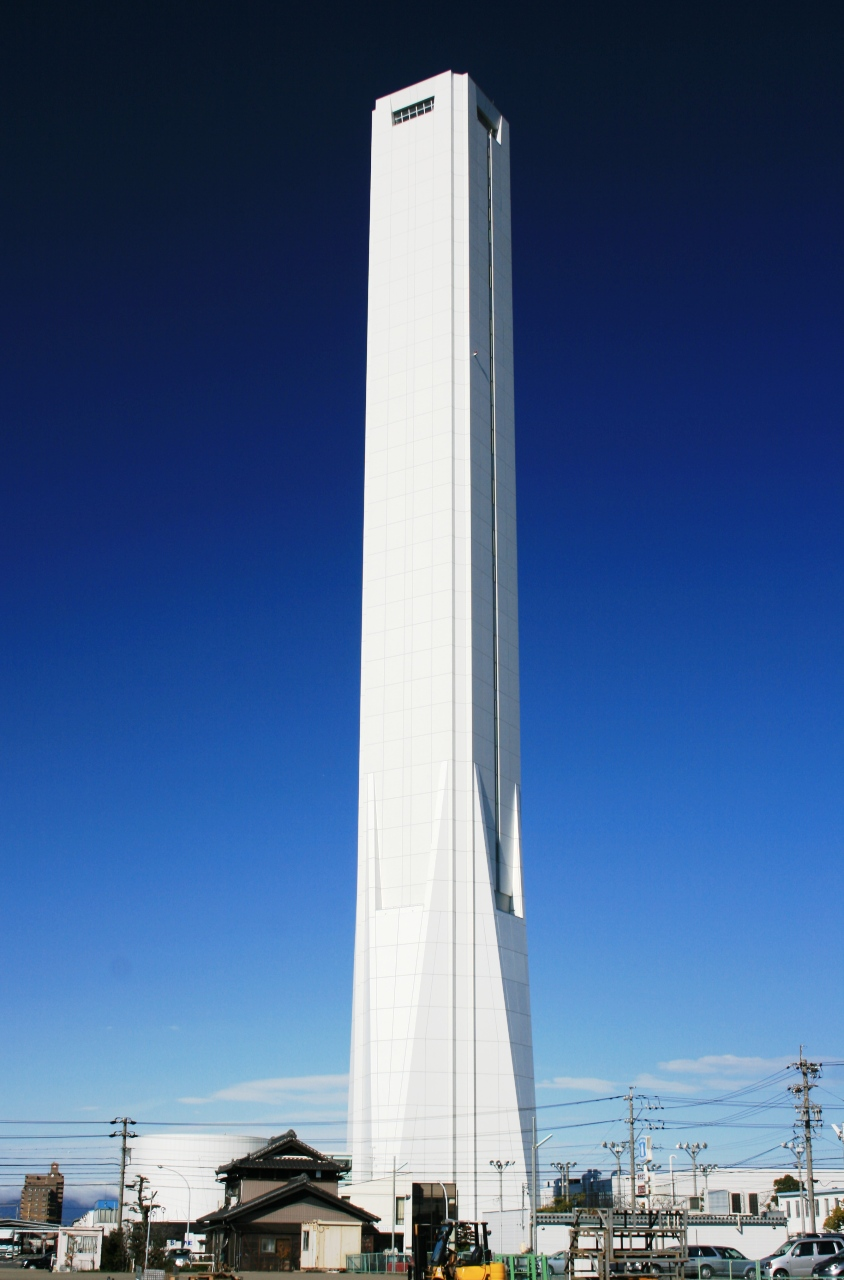
エレベータ実験塔
「SOLAÉ（ソラエ）」稲沢市

代表的な製品の変遷としては以下の通り。

##### 標準型
Elepet（エレペット）
1961年から販売を開始し、1970年代末期まで用いられていた標準型エレベーター。幾度のモデルチェンジが繰り返され、発売当初は乗用（6人 - 11人乗り）のみの設定だったが、のちに13人 - 15人乗り、住宅用（6人 - 9人乗り）、寝台用も追加されている。速度も当初は30・45・60m/minの3種類で制御方式も交流一段及び二段速度制御式だったが、のちに90m/minと105m/minも追加された。1972年には、半導体素子を用いた交流帰還制御方式のエレペット（ダイヤグライド）も加わっている。

Elepet Advance（エレペットアドバンス）
1979年9月 から販売されていた標準型エレベーター。三菱エレベーター初のアナウンスが搭載された。ロープ式ではこの製品からマイコン制御化。ボタンは従来の白地から黒地に変化されているほか、「エレペット」の文字は一切なくスリーダイヤと「MITSUBISHI ELECTRIC」の文字が掲げられている。
Elepet Advance V（エレペットアドバンスV）
1983年 から販売されていた標準型エレベーターで、エレペットの最終型。階数表示は操作盤と一体となり、上部に行灯式インジケーターが設けられている。ボタンは従来の丸型から角型に変更され、位置も袖壁に斜め45度の傾斜で設置されるコーナーフィット型を採用した。ロープ式ではこの製品からインバータ制御化し、エレペットアドバンスと比べ消費電力が半減した。同一意匠を用いた油圧式では、当初はリレー制御だったが、のちにマイコン制御化されている。後年にはかご内インジケーターが16セグメントに変更されたほか、制御盤の小型化、釣り合いおもりとガイドレールの変更が行われているものもある。
GRANDEE（グランディ）
1990年3月 から販売されていた標準型エレベーター。制御マイコンを分散配置したほか、気配りアナウンス、行先階の登録キャンセル機能等がオプションで設定可能になった。ロープ式では巻き上げ機にヘリカルギアを採用。油圧式ではインバータ制御に加え、ポンプとモーターを油浸化して静音化を図っている。意匠面では、エレペットシリーズで用いられていた鏃形の方向灯を矢印へ変更、かご内インジケータと操作盤が分離し、操作ボタンの位置が従来より低く設定されている。
後期に製造されたものは、後継のエレパックと同様の意匠 となっている。
ELEPAQ（エレパック）
1998年 から販売されていた機械室レス標準型エレベーター。従来機種と同様の意匠のまま機械室レス化されており、下部ピットに永久磁石式ギヤレス巻き上げ機が設置されている。
ELEPAQ-i（エレパックアイ）
2001年4月 から販売されていた機械室レス標準型エレベーターで、エレパックのモデルチェンジ機種。操作盤ボタンが凸表記となっているほかインジケーターが拡大されて見やすくなっており、ユニバーサルデザインに配慮されている。この機種以降、薄型巻き上げ機が昇降路下部壁面とかごの間に設置されるようになった。本機種はシンドラーエレベータや横浜エレベーター、日本エレベーター製造にOEMされた。また、シンドラーでは「Schindler neu」（シンドラー ノイ）として、日本エレベーター製造ではエルレとして販売されていた。
AXIEZ（アクシーズ）
2005年から販売されている機械室レス標準型エレベーターで、三菱電機が商標登録している。初期のものは、かご内のボタンはエレパックアイに準じていたが、開ボタンの下に「ひらく」という文字が記されるようになった。ただし、非常ボタンはエレパックアイと同一ではなく、黄色枠の黒地に黄色いマークに変更された。かご内のインジゲーターはLEDマトリクスだったが、のちに液晶式に変更された。運転中は矢印が回転するようになっている。2011年頃に発売されたものは、ボタンはステンレス（基本仕様）に改められ、インジケーターはLEDマトリクスをやめ、エレペットアドバンスV以来のセグメント表示に戻された（基本仕様）。2013年頃には大容量サイズ10種類（17人 - 26人乗り）も追加された。メーカーのロゴ表記は、2014年前半までは「MITSUBISHI」だったが、2014年後半以降はスリーダイヤと「MITSUBISHI ELECTRIC」に変更されている。2017年に発売されたものではカラーユニバーサルデザインに基づいてボタンの配色が変更されたほか、この代よりアナウンス・液晶インジケーターの表示は日本語・英語の2か国語（緊急時は中国語・朝鮮語を加えた4か国語）で行われる。2021年頃からは大容量サイズ10種類のみの発売となった。
AXIEZ smart-R（アクシーズ smart-R）
「AXIEZ（アクシーズ）」の新シリーズとして、2009年10月に発売された。マシンルームレス式の10階建てまでのマンション向けに仕様を厳選した住宅用エレベーター。積載量は450kg - 850kgで、定員は6人 - 13名。
AXIEZ-LINKs（アクシーズ リンクス）
2020年10月発売の機械室レス標準型エレベーター。バリアフリー化推進により、乗用では従来の6人 - 15人乗りから7人 - 15人乗りに変更され、住宅用では出入り口幅が800mmから850mmに拡大されている。かご内の液晶は縦型の10.1インチに変更され、常時4か国語が表示される。また、アナウンスがAIによる合成音声に変更された。乗用、住宅用はそれぞれ「Premium Series」「Deluxe Series」「Standard Series」の3つ、寝台用は「Deluxe Series」「Standard Series」の2つのラインアップが用意されている。巻上機は昇降路の最上部に設置されている。

##### 油圧式5人乗り
三菱小形住宅用エレベーター
1979年4月発売。5階建てまでの小規模な集合住宅向けに開発された、5人乗り油圧エレベーターである。意匠は、エレペット最終型と同一である。
メルピア5
1988年発売。三菱小形住宅用エレベーターの意匠をエレペットアドバンスVベースにリューアルした。

##### 4人乗り
Compact4（コンパクト4）
1983年に発売された4人乗り住宅用小型エレベーター。5階建てまでの小規模な集合住宅向けに開発された。ドラムにロープを巻き付けてかごを上下する「巻胴式」を採用している。
初代（ACEE-3）は1984年まで製造されていた。従来のエレペットに比べ、ボタンが黒地に白文字で記載されていること、「閉」ボタンとかご内インジケーターがないほか、乗り場インジケーターは1階分のみで他の階は呼びボタンのみの設置となっている のが特徴である。
2代目（AC-E3LE） はエレペットアドバンスVを元とした意匠になっており、かご内操作盤に「compact4」という文字が掲げられている。
Compact4c（コンパクト4c）※新コンパクト4
1993年7月発売。従来のコンパクト4をグランディーベースの意匠に一新したもの。巻上機のVVVF制御化、かご内インジケーターと換気用ファン、「閉」ボタンの追加、乗り場インジケーターの全階設置と方向灯追加がなされているが、インジケーターはLEDマトリクスではなく、行灯式になっている点がグランディとの大きな相違点となっている。
MELCITY, MELWIDE（メルシティ、メルワイド）
コンパクト4の後継機で、2000年に発売された。トラクション式機械室レスの中低層向け機種で、設置場所や条件が大きく制限されている。メルシティが一般ビル用、メルワイドが住宅用となっており、積載量は前者が300kg、後者は320kgで、ともに4名。操作盤は当初はエレパックに準じていたが、現在はエレパックアイに準じている。Compact4とは違い、車いす用の位置に操作盤が設置してある。

##### 家庭用
WELL（ウェール）
家庭用ホームエレベーター。マシンルームレス式で駆動方式がCompact4同様の巻胴式であった。

##### 特注型
ACCEL series（アクセルシリーズ）
1982年から販売されていた特注型エレベーター。操作盤などのデザインは一部を除きエレペットアドバンス・エレペットアドバンスVに準じていたが、この機種のボタンはエレペットアドバンスV同様角型になっていた。
ACCEL-AI（アクセルエーアイ）
1990年代前半から販売されていた特注型エレベーター。操作盤などのデザインは一部を除きグランディ・エレパックに準じていた。アクセルシリーズと同様ロープ式と油圧式が設定されていた。
NEXCUBE（ネクスキューブ）
2002年5月から販売されている特注型エレベーター。ロープ式のみの設定となり、2007年4月。からは機械室レスタイプも販売されている。
NEXCUBE Limited（ネクスキューブ・リミテッド）
2007年4月 販売の特注型仕様限定版エレベーター。要望の多い仕様を厳選して用途に合わせて最適なかごサイズなどの仕様が簡単に選べる。定格速度は毎分45m - 105m、定員は17人 - 26人乗り、積載は1150kg - 1750kgに限定されている。

##### 国外向け
Mitsubishi SPVF
1987年から日本と米国以外の市場で販売された。日本で販売されたエレペットアドバンスVがベース。
Mitsubishi GPS
1990年代初頭から三菱電機の子会社である上海三菱から販売された主にアジア向けのエレベーターである。日本で販売されたグランディがベース。
NexWay-s
2002年から販売されていた海外市場向けの乗用エレベーター。機械室が小型化された。なおASMEコードに適合しないため、米国には販売されなかった。
NEXIEZ（ネクシーズ）
2010年6月から販売されている海外市場向けエレベーター。「NEXIES」とは「next」と「axis」という言葉を組み合わせたものである。
NEXIEZ-GPX（ネクシーズGPX）
2012年11月から販売されている中南米地域の中低層マンションやオフィスビルをターゲットとしたエレベーター。
NEXIEZ-LITE（ネクシーズ ライト）
2014年4月から発売されているインドの中低層住宅やオフィスビル向けの乗用エレベーター。
NEXIEZ-S（ネクシーズS）
2016年8月から販売されている中東・欧州を中心とした10階建てまでの住宅やオフィスをターゲットにした乗用エレベーター。仕様は定員4 - 6名、速度は分速60mのみ。
NEXIEZ-GPX 機械室レスタイプ（ネクシーズGPX 機械室レスタイプ）
2016年10月から販売されているネクシーズGPXのマシンルームレスタイプの中南米地域の中低層マンションやオフィスビルをターゲットとしたエレベーター。

##### リニューアル
Elemotion（エレモーション）
2002年に発売された制御リニューアルタイプ。操作盤はエレパックアイに準じている。
Elemotion Plus（エレモーション･プラス）
2011年に発売された制御リニューアルタイプ。操作盤はアクシーズに準じている。
Elemotion Plus Zero（エレモーション･プラス･ゼロ）
2016年に発売された制御リニューアルタイプ。1983年以降の「エレペットアドバンスV」と「グランディ」が対象で、リニューアル工事中でもエレベーターが使用できるようになった。
Elemotion Plus Step（エレモーション･プラス･ステップ）
2022年に発売された制御リニューアルタイプ。エレペットアドバンスVのみが対象で、段階的に工事を行うことができるリニューアル工事を実現した。
Elefine（エレファイン）
2011年に発売された油圧エレベーターから機械室レスエレベーターへのリニューアルタイプ。操作盤はアクシーズに準じたものとなっている。
Elemotion for Compact4（エレモーション for コンパクト4）
2012年に発売された4人乗りエレベーター「コンパクト4」用のリニューアルタイプ。操作盤はアクシーズに準じたものとなり、側面壁に設置され、コンパクト4（初代・2代）にはなかった「閉」ボタンやかご内インジケーターがある。また、コンパクト4（初代・2代）では1箇所のみだった乗り場インジケーターは全階に設置される。

#### エスカレーター
エスカレーター事業は国内シェア1位。スパイラルエスカレーターは世界初の技術であり世界トップシェア。
2022年4月1日にエスカレーターの開発・生産・販売は三菱電機ビルソリューションズ に集約。

### 産業メカトロニクス

#### FAシステム
- プログラマブルロジックコントローラ（PLC）。一般的に「シーケンサ」（三菱電機の商品名であるが登録商標ではない）とも呼ばれる。
- 配線用遮断器：日本国内で呼び習わされている「NFB（No-Fuse Breaker）」の名付け親。名称は1933年に同社が日本で初めて発売したブレーカに由来する。
- サーボモーター
- インバーター
- 電磁開閉器
- 電動機
- 産業用ロボット
  - MELFAシリーズ

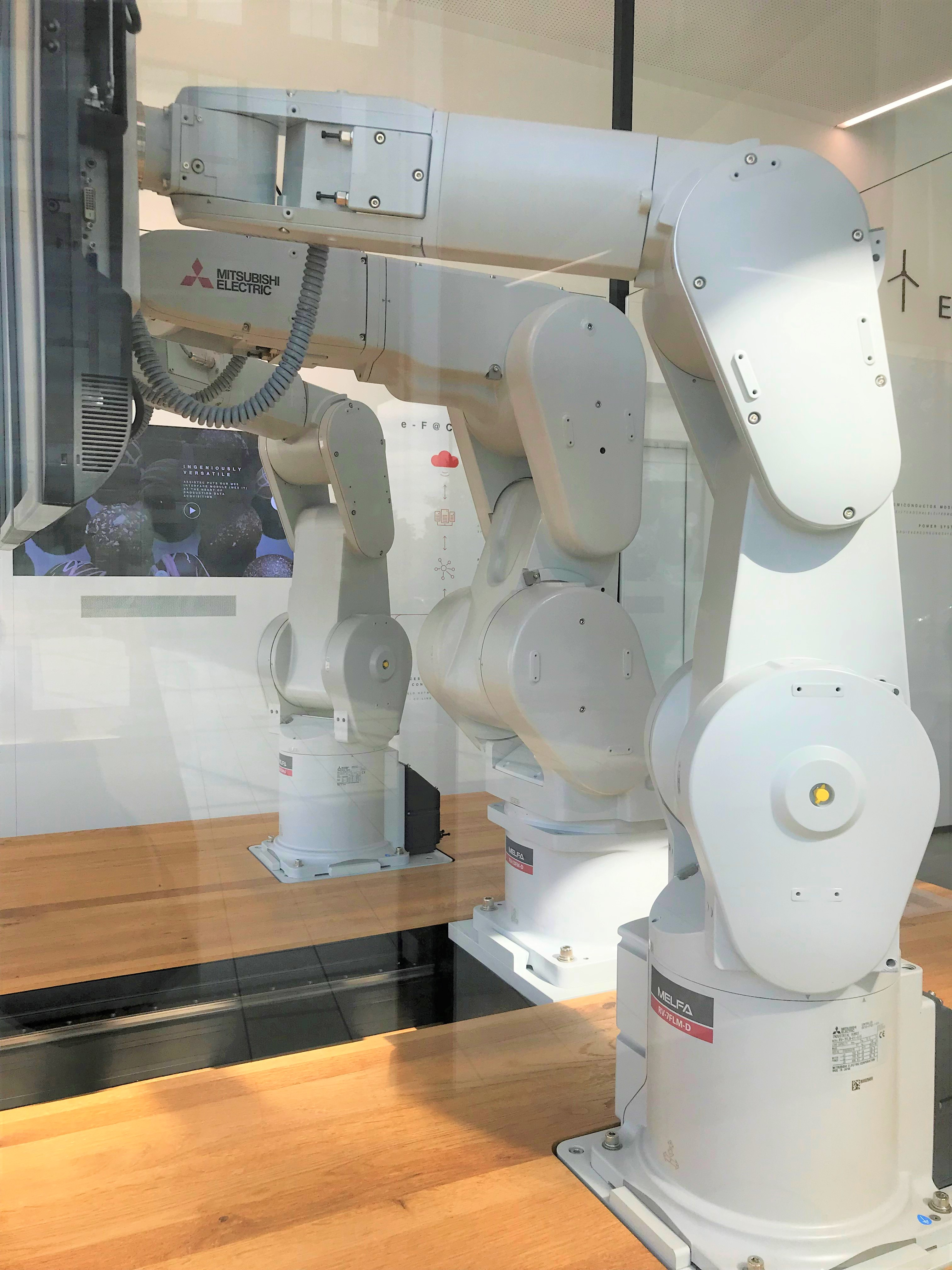
産業用ロボットMELFAシリーズ

- 放電加工機、レーザー加工機
- 工作機械用CNC装置

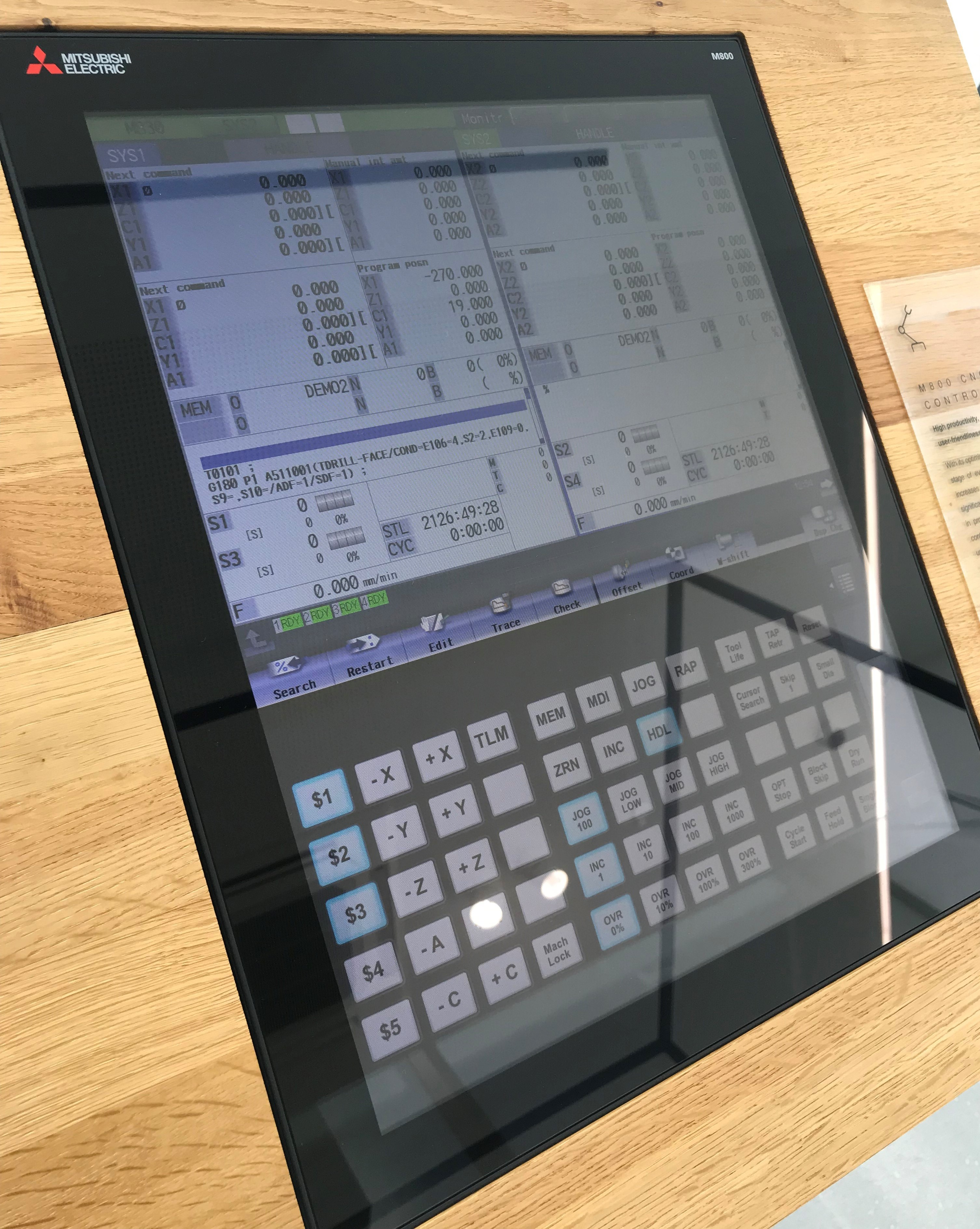
最新型CNC　M800シリーズ

#### 自動車用電装品（一部の農業機械用、建設機械用電装品を含む）
- エンジン電装品、エンジン制御品共にシェア30%で、主に三菱自動車や三菱ふそう、三菱マヒンドラ、スズキ向けに供給している。デンソー、ボッシュ、コンチネンタルAGに並ぶ世界的な総合サプライヤである。
- スタータ
- オルタネータ
- ECUユニット
- カーナビゲーション - 自動車メーカー（主に三菱自動車や三菱ふそう）と協業の純正品のほか、市販品も手掛けていたが2023年末を以って生産終了、並びに完全撤退。これと同時に後述するダイヤトーンの商標も名実共に消滅することとなった。
  - 1990年に世界で初めてGPSカーナビゲーションを産み出した（ユーノスコスモのオプション）
  - 2012年にダイヤトーンブランドのカーナビゲーションを発売。
  - 2016年時点のカーナビゲーションの機能で、三菱電機が開発したものは数多くある（マップマッチング、音声案内、2画面表示、交差点案内図、案内ルート表示など）。
  - ダイハツ工業の純正カーナビのメーカー記号（型番「N□Z○」の「○」）はスリーダイヤ由来の「D」ではなく三菱電機そのままの「M」[注釈 22]。
- カーオーディオ：純正品、市販品のほか、内部メカのみも販売している。バブル期にはカセットチューナー以外にもカーDATチューナーも発売した。さらに異色であろうカーDATレコーダー（TZ-9164）もラインナップされていた。録音には三菱製CDチェンジャーもしくは1DINプレーヤーを必要とする。DAT機器はかなりの高額商品であったが当時はカーオーディオは全て三菱ブランドでありダイヤトーンブランドは冠していない。なお三菱自動車向けの純正オプションにはダイヤトーンブランドが存在していた。2002年にはETCと連動したカーオーディオ（MC-Z2000）を日本で初めて発売した。三菱自動車をはじめとして三菱ふそう、スズキ、一部ホンダ車（社外オーディオには存在しなかったMP3・CD/MDほか）などに純正オーディオも供給している。スズキなどには配線だけを専用の形式に変更されたダイヤトーンのナビゲーションもカタログにラインナップされている。MD機なども細々ではあるが生産し続けていたが2014年に社外品カーオーデイオは全機種生産終了となった。ただし同社専用品のアダプターやスピーカー、純正カーオーディオは先述の通り、2023年末の事業完全撤退直前まで継続生産された。
  - 2007年にダイヤトーンブランドの高級スピーカシステムを発売したが、日本国内におけるハイエンドオーディオ製品の需要低迷を理由に2021年末までに生産終了、並びに完全撤退した。

### 半導体・電子デバイス
- パワー半導体の主力であるパワーモジュールは世界シェアトップ[53]

#### パワーデバイス
- 整流ダイオード
- サイリスタ
- パワーモジュール

#### 光デバイス
- レーザーダイオード - 主にCDドライブやDVDドライブに使用される赤色・緑色レーザーダイオードで世界シェアトップ[要出典]。

### エネルギー

#### 発電システム
さまざまな発電システムを独自または協働で開発している。
- タービン発電機
- 水車発電機
- 原子力プラント用電機品（社内ではNQAと呼称）
- 風力発電（三菱重工との協働が主）

各電力会社向けの他、各重工業（三菱重工に限らない）、製紙会社向け、日本・海外製鉄会社向け、開発途上国の発電プラントシステムも設計・開発・製造している。
当発電システムに関わっている部門のうち、回転機部門は1999年ティーエムエイエレクトリック（TMAE/ティーエムエーイー）として、さらに2003年にはパワーエレクトロニクス部門（通称：パワエレ）と東芝（米ゼネラル・エレクトリック社（GE）の合併によりできた東芝GEオートメーションシステムズ（TGAJ社））が合併に追加され、東芝三菱電機産業システム（TMEIC/ティーマイク）という新会社を設立し、一部の設計開発製造を移行した（旧三菱電機部隊は神戸・長崎にて設計開発製造を行っていたが、2004年までに順次東芝府中に集約された）。なお、同じく発電システムに関わっていたエネルギーソリューション部門（通称：エネ部、神戸へ）、制御部門（子会社、もしくはインバータ関連は名古屋へ移行）は東芝と合併することなく同社に存続している。

#### 太陽光発電システム
- 太陽電池モジュール. ：#撤退した製品を参照

### 情報通信システム

#### 情報機器
- パソコン：#撤退した製品を参照
- オフコン：「オフィスコンピュータ」という言葉は同社が発案したものであり、2016年現在でも「CENTRAGE II」という名でオフコンを生産している。

#### レーダー
- 気象レーダー：富士山レーダー（運用終了し今は建物のみが残っている）を大成建設と朝日ヘリコプターとで共同製作した。
- GPS：高度GPS測位システム（通称PAS）の誤差は数センチ。その技術は埋め立てや湾岸工事における海中でのくい打ち作業に使われている。
- 警戒管制レーダー：J/FPS-5（通称「ガメラレーダー」）がミサイル防衛に使用される。

#### 映像監視システム
- CCTVシステム：MELOOK（メルック）やRoboty（ロボティ）という名で展開。CCTV業界ではトップ3に入る老舗である。従来からのアナログシステムに加え、デジタルシステム、メガピクセルシステムを展開している。ロボティはかつてダイヤトーンの連装（オートチェンジャー）型カセットデッキ搭載のステレオコンポの愛称でもあった。

#### 電話機
かつては家庭用電話機、携帯電話、PHSを製造していたが、2016年現在は、N-STARを用いた静止衛星電話（ワイドスター）のみ製造。
- 携帯電話 - #撤退した製品を参照

### 宇宙

#### 人工衛星・宇宙ステーション
- 日本の人工衛星のほとんどに参画している。
- DS2000：技術試験衛星きく8号の開発ノウハウをフィードバックした人工衛星標準プラットフォーム。
  - 運輸多目的衛星ひまわり7号（国土交通省）
  - 通信衛星SUPERBIRD C2（スカパーJSAT）：日本初の国産かつ国内企業保有の商用衛星。
  - 測位衛星みちびき（宇宙航空研究開発機構）：日本初の準天頂衛星。
  - 通信衛星ST-2：シンガポール・テレコムと中華電信による新台国際合弁企業が発注、2011年5月打ち上げ。
- 宇宙ステーション補給機（HTV）の電気モジュールを製作。このHTVは2009年9月に国際宇宙ステーションとランデブーした[54]。

#### 大型望遠鏡
- ハワイ・マウナ・ケア山頂にある「すばる望遠鏡」、国内最大の反射望遠鏡である「なゆた望遠鏡」、野辺山宇宙電波観測所45m電波望遠鏡など国立天文台が設置する数多くの大型望遠鏡の製作を手がけた。

### 防衛機器
- 誘導機器：鎌倉製作所：防衛省関連の製品としてミサイルを製造している。戦闘機用の中距離空対空ミサイルで、ライセンス生産ではレイセオンのスパローミサイル（AIM-7F）、自社開発では99式空対空誘導弾（AAM-4）、地対空ミサイルでは03式中距離地対空誘導弾（SAM-4）がある。他にパトリオットミサイルやイージス艦に搭載されるイージスシステムや警戒レーダーJ/FPS-5（通称「ガメラレーダー）等、BMD関連の業務も行っている（警戒レーダー等は通信機製作所（現・電子通信システム製作所）が担当）。

### 放送機器
- エンコーダ・デコーダ：放送局で使用される映像音声伝送用の機器を手掛けている。
- 送信機
- SNG装置
- デジタルマルチトラックレコーダー：音楽録音スタジオ使用される音声収録用の機器をかつて手がけていた（PDフォーマット）

### 空調冷熱機器

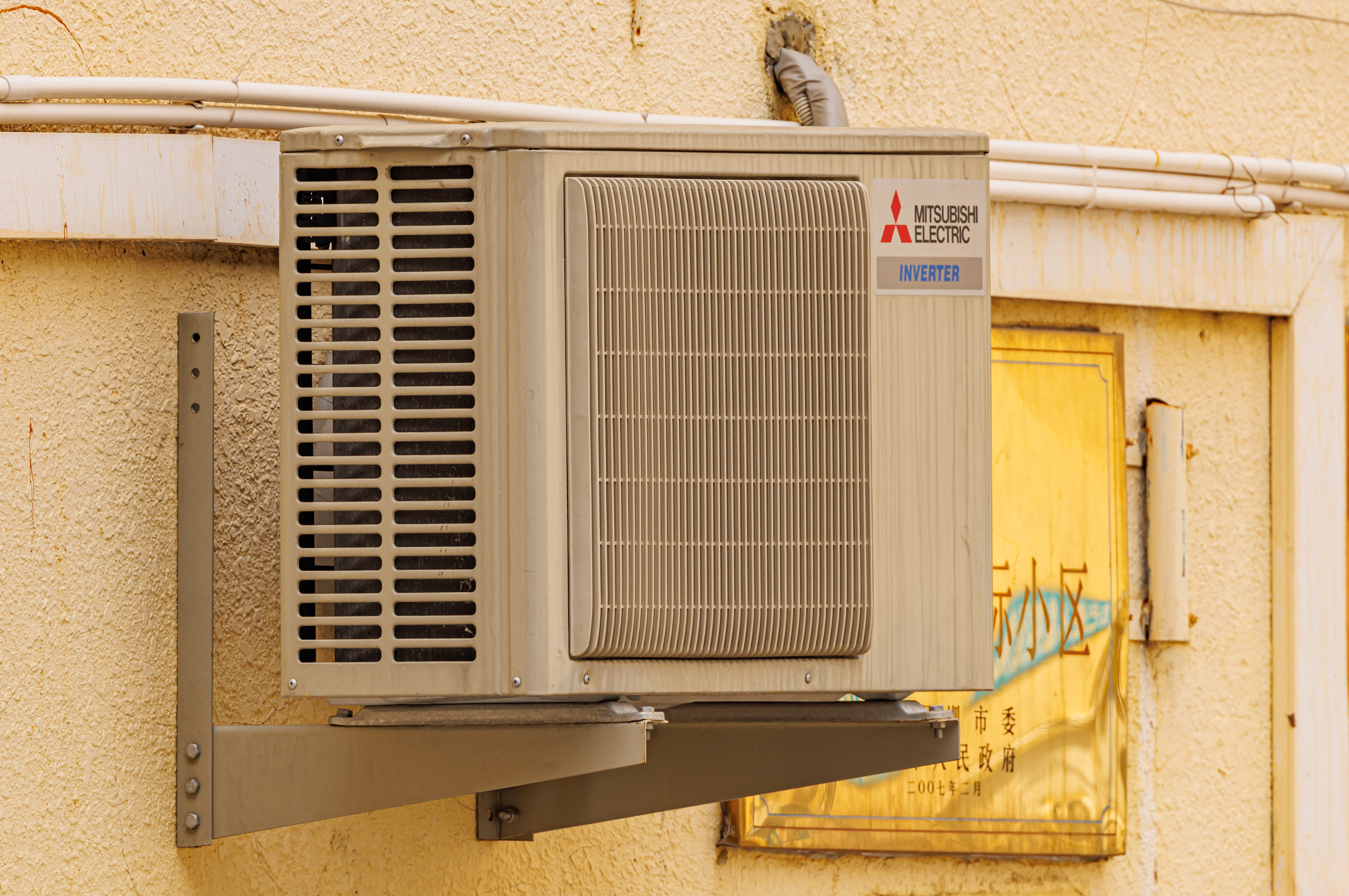
三菱電機ルームエアコン

- 空調：パッケージエアコンは2ラインで展開しており、シングルタイプの「Mr.Slim」やマルチタイプの「CITY MULTI」の他にチリングユニット、ロスナイ等。産業用空調機器日本国内シェア2位。
  - ロスナイ：同社が開発した熱交換型換気扇。室内の空気と新鮮な外気との熱交換をするフィルターを使うことで、換気のみならず、空調されている室内の温度変化を抑える仕様となっている。家庭用から大規模ビル施設までをラインアップしている。エネルギーのロス（損失）が無いという製品の特長が名前の由来である[55]。
  - ジェットタオル：「風の三菱電機」と言われている、中津川製作所の他社を圧倒する製品。従来の温風に代わり小型のターボファンを超高速で回転させ、圧縮空気並みの風で水を飛ばすタオルである。短時間で確実に乾かすことが出来る。
- 冷熱：冷凍倉庫・冷蔵倉庫向けの機器。コンデンシングユニット、ユニットクーラ、ブラインクーラ、産業用チリングユニットなど。製作は冷熱システム製作所（和歌山市）。冷熱機器国内シェアトップ。
  - 店舗用ショーケース：子会社の三菱電機冷熱応用システム株式会社が製造。

### 家庭電器

#### 映像機器
- ビデオデッキ：#撤退した製品を参照。
- テレビ受信機：#撤退した製品を参照。

#### キッチン家電（冷蔵庫・調理機器）
- 冷蔵庫：静岡製作所：シェア3位。1980年4月に世界初となるロータリーコンプレッサーを搭載した省エネ型を開発し、1984年3月にチルドを搭載するなど2016年現在の冷蔵庫の主流となっている機能をいち早く採用する一方で、独自機能として1999年2月には通常よりも高めの-7度の温度帯とすることで解凍や小分け不要で調理できる「切れちゃう冷凍」を開発し、2007年9月には氷点下でも凍らない過冷却現象を応用し、家庭用では世界初となる「瞬冷凍」を掛け合わせた「切れちゃう瞬冷凍」に進化。2006年10月には食材をのせたままつまみをスライドするだけで棚の高さを変えられる日本初の「動くん棚」を搭載。2012年モデルはJXシリーズにおいて「新・薄型断熱構造 SMART CUBE」の採用により、本体幅を据え置いたままでの大容量化を可能にし、「置けるスマート大容量」の愛称が付く。このシリーズでは、2014年モデルでは氷点下でも凍らず、鮮度を長持ちさせる肉・魚専用の「氷点下ストッカー」を新設するとともに、WXシリーズには家庭用冷蔵庫で初の700Lクラスとなる705LモデルMR-WX71Yが発売された。2015年モデルでは「氷点下ストッカー」に解凍機能を追加した「氷点下ストッカーD」に進化した。2019年モデルはMXシリーズとMBシリーズにおいて「切れちゃう瞬冷凍」にAIが搭載され、扉の開閉データを基にユーザーの行動を分析・学習して生活パターンを予測し、実際の扉の開閉に合わせて自動制御する「切れちゃう瞬冷凍A.I.」となった。その翌年には「氷点下ストッカーD」にもAIが導入され、「氷点下ストッカーD A.I.」へ進化した（本機能は「おまかせA.I.自動」の設定が必要）。
  - なお、冷蔵庫ではMR-R47Yを皮切りに、2014年度モデル以降の機種で新ロゴマーク表記となっている。
- 炊飯器：三菱電機ホーム機器：炊飯器は1972年から展開されており、三菱製の炊飯器1号機は2016年現在の主流であるジャー炊飯器の先駆けであった[注釈 23]。その後も1988年にはワンプッシュ式のふたを採用、1991年にはインバーターを搭載、1999年にはステンレスボディの本体を採用、2001年には超音波吸水を搭載するなど、業界初の機能も数多い。特に、2006年に発売された「本炭釜」は、内釜に炭素素材を採用したものであり、炊飯器としてはかなり高額な商品であるにもかかわらず、団塊の世代の支持も得て爆発的にヒット。業界に高級炊飯器ブームを巻き起こした。
  - 2009年には高級炊飯器路線の第2弾として、世界初の炊飯中に蒸気を放出しないジャー炊飯器「蒸気レスIH」を発売した。蒸気が出ないため、高温多湿を嫌う空間にも設置でき、高温の蒸気が出ることによる火傷のリスクが少ないメリットがある。
  - 2010年2月には上記2つの技術を組み合わせた「蒸気レスIH 本炭釜」を発売。
  - 「本炭釜」のほかにも、「炭コート厚釜」を採用した「炭炊釜（すみだきがま）」シリーズもラインナップされている。2015年6月現在、NJ-SE066（ダブル炭コート2層厚釜/小容量タイプ）、NJ-VE106/VE186（備長炭コート2層厚釜）、NJ-VV106/VV186（ダブル炭コート5層厚釜）、NJ-VX106/VX186（ダブル備長炭コート5層厚釜）、NJ-XS106J（ダブル備長炭コート5層厚釜/蒸気レスタイプ）の5タイプ・8機種がある。2014年モデルで「備長炭炭炊釜」に改名し、2015年モデルではすべての機種で内釜を一新し、VEシリーズは「備長炭コート2層厚釜」を、VXシリーズとXS106Jは「ダブル備長炭コート5層厚釜」を新たに採用した。なお、「蒸気レスIH」の初代の流れを汲むモデルは「炭炊釜」シリーズに組み込まれ、「蒸気レスIH 備長炭炭炊釜」として展開している。
  - 「本炭釜」「炭炊釜」ともに2014年モデル全機種で新ロゴマーク表記となった。
- オーブンレンジ：三菱電機ホーム機器：1977年に業界で初めて電子レンジと電気オーブンを一体化した機種を発売した。
  - 2011年5月には、電子レンジとグリルの機能を組み合わせた新コンセプトの調理器具「レンジグリル『ZI・TAN・GU（時短具）』」を発売（初代機はRG-FS1）[56]。オーブンレンジを購入しても大半の人が機能を使いこなせていないことから、オーブンレンジの欠点を克服した全く新しい調理器具として開発された。2017年5月に3代目のRG-HS1へモデルチェンジされ、新ロゴマーク表記となった。2025年5月時点では三菱電機ストアーでの取り扱いとなっている。

#### 生活家電
- 掃除機：三菱電機ホーム機器：掃除機は1933年に1号機を発売し、その後、1967年に「風神」、1987年に温風でダニを退治する「ダニパンチ」（後に、布団乾燥機にも同名の同一機能が装備される）、1991年に大型車輪を採用した「くるリーな」を発売。2002年にはサイクロン式掃除機も導入し、初号機の「光るセパサイクロン」を皮切りに、2004年には軽量・強力吸引・低騒音を兼ね備えた「ストロングサイクロン」、2006年にはセンターサイクル方式モデル「ラクルリ」とユニークな機能や形状の掃除機を発売してきた。特に、オールプラスチック（ABS樹脂）製で胴体がまん中から2つに分かれる構造の「風神」は日本テレビのテレビ番組「三菱ダイヤモンド・アワー 日本プロレス中継」は当社の冠番組（一社提供）であり、劇中CMも兼ねる形で試合の合間には「風神」でリングを掃除するシーンが生収録され、アナウンサーも「『風神』でリングを掃除中」とアナウンスされていた。2010年8月には国内メーカー初となるサイクロンボックスのフィルターレス化を実現したプレミアムタイプのサイクロン式掃除機として25年ぶりに「風神」の愛称を復活（初号機はTC-ZK15S/ZK20S）。第6世代となる2015年モデルは構造を一新し、サイクロンボックスの空気の取り入れ口を本体上部に移動して風路を短縮し、後述のスタンダードタイプ「Be-K」にも採用している「アルミフレームモーター」を採用したことで本体質量を2.9kgに軽量化した。ラインナップは「自走式パワーブラシ」を採用したTC-ZXE20Pと、「ワイドクリーン自走式パワーブラシ」を採用し、掃除機本体の背面カバーを開けてホースを差し込み、専用のノズルを装着することで、HEPAとULPAのダブルフィルターで清浄化した排気を利用して玄関やサッシレールなどに溜まったゴミを吹き飛ばすエアブロー機能を新搭載したTC-ZXE30Pの2機種を設定する。
  - 2009年8月にはスタンダードタイプを刷新し、「高性能コンパクトファンモーター」と内部に窒素ガスを注入して中空構造とした「本体ビッグハンドル」を採用した「Be-K（ビケイ）」を発売。初号機は紙パック式（TC-FJ5J/FJ7J/FJ8J）は本体質量2.9 kg、サイクロン式（TC-EJ8J）は本体質量3.2kgだったが、世代を重ねるごとに軽量化が図られ、2010年モデル（第2世代）はサイクロン式のTC-EK8Jで本体質量を3.1kgに、2012年モデル（第4世代）は紙パック式（TC-FXB5J/FXB7P/FXB8P）の本体質量を2.8kgに、サイクロン式（TC-EXB8J）の本体質量を3.0kgに軽量化（同時に、グリップ・ホース・パイプに「かるスマパーツ」を採用したことで標準質量も軽量化）していたが、2013年モデル（第5世代）で主要部品をアルミ化した「アルミフレームモーター」の採用と本体の小型化により、サイクロン式（TC-EXC7J/EXC8P/EXC10P）は本体質量を2.4kgに、紙パック式（TC-FXC5J/FXC7P/FXC8P）は本体質量を約2.5kgとなり、デザインを一新。2014年モデル（第6世代）で紙パック式（TC-FXD5J/FXD7P/FXD8P/FXD10P）の本体質量がサイクロン式の本体質量と同じ2.4kgになった。2015年モデル（第7世代）は「ワイドクリーン自走式パワーブラシ」搭載モデル（紙パック式：TC-EXE10P、サイクロン式：TC-FXE10P）のみ継続発売し、そのほかの機種は2016年モデル（第8世代）へ移行。紙パック式がTC-FXF5J（かるスマタービンブラシ）、TC-FXF7P（かるスマ軽量パワーブラシ）、TC-FXF8P（かるスマ自走式パワーブラシ）の3機種、サイクロン式はTC-EXF7J（かるスマタービンブラシ）とTC-EXF8P（かるスマ軽量パワーブラシ）の2機種を設定している。
  - 「風神」及び「Be-K」は2014年モデルのXD品番から新ロゴマークとなっている。
  - 2015年3月には、「風神」にも採用されている高速遠心分離と独自の風・ごみ分離構造を採用し、クリーナー本体と充電台を一体化させた円柱状のフォルムデザインと充電台にHEPAフィルターを採用した空気清浄機能を搭載したプレミアムタイプ・サイクロン方式のコードレススティッククリーナー「iNSTICK（インスティック、HC-VXE20P）」を発売した。
  - 一時期はサイクロン式の「風神」に対するネーミングとして紙パック式の上位モデルに「雷神」と名付けられていたこともある（光触媒フィルターを装備していたため）。
- 布団乾燥機：1977年に群馬製作所で開発、国産一号機であるAD-600を発売。同社家電品躍進のきっかけとなった。2009年11月時点で生産・出荷累計600万台を達成している。2015年9月現在はコンパクトモデルの「ストロングアレルパンチ（AD-W50）」、乾燥後はそのままブーツキーパーになるブーツ乾燥アタッチメントを同梱した「ブーツクリニック（AD-W70LS）」、シーツの下に敷いたまま使用できる独自の「らくだ寝!マット」を採用した「フトンクリニック（AD-S80LS）」の3機種を発売している。「ストロングアレルパンチ」と「ブーツクリニック」は2014年8月発売モデル（AD-W品番）から新ロゴマークとなっている。両機種ともに日本製だが、アルカリGの方は一部インドネシア製もある

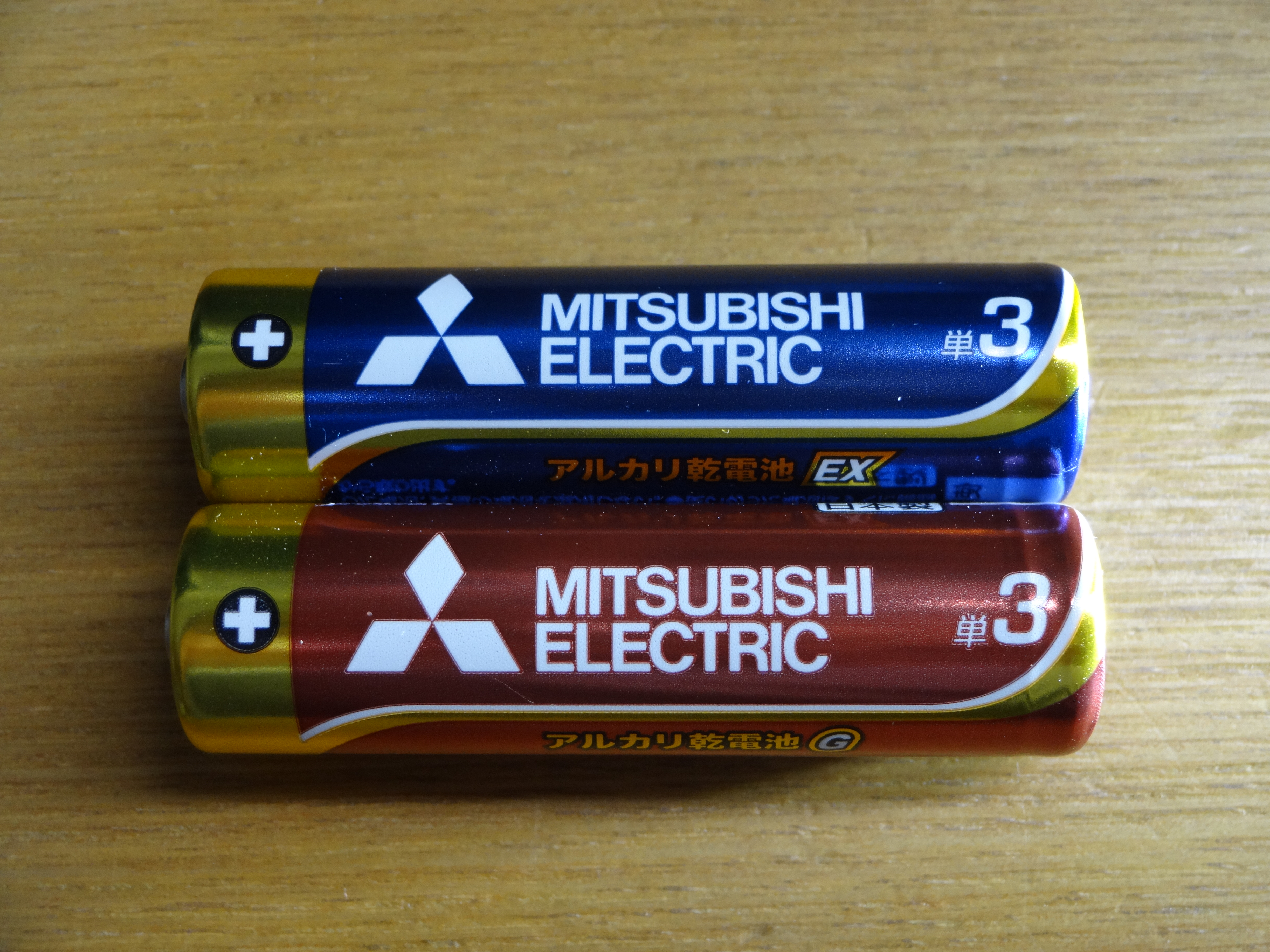
両機種ともに日本製だが、アルカリGの方は一部インドネシア製もある

- 乾電池：アルカリ乾電池（「アルカリEX」と「アルカリG」の2種類があり、「アルカリEX」は単1形 - 単4形に加え、単5形と9V型もラインナップする）をはじめ、マンガン乾電池（黒パッケージ品だけでなく、単1形 - 単3形に限り赤パッケージ品もラインナップする）、通信用乾電池、リチウム電池（リチウムコイン電池、カメラ用リチウム電池）、アルカリボタン電池がラインナップされている（かつては充電式のニッケル水素電池や補聴器用電池も発売されていた）。新ロゴマークへの変更に伴い、通信用乾電池は2014年4月に（品番をFM-3H/5HからFM-3J/5Jに変更）、そのほかの乾電池は2015年2月にそれぞれモデルチェンジ[注釈 24]され、特に、アルカリ乾電池とマンガン乾電池はデザインも刷新された（+極付近をアルカリ乾電池は金、マンガン乾電池は銀で区別し、さらにアルカリ乾電池は「アルカリG」は赤、「アルカリEX」は青に変更してデザインを差別化）。なお、アルカリ乾電池の「アルカリEX」は日本製である（FDKのOEM）。周辺機器やネットワーク機器メーカー「エレコム」が販売している2.4 GHz ワイヤレスマウスとキーボードとその2台をセットにした商品に付属している動作テスト用の乾電池は当社製で電池本体は金色でスリーダイヤと三菱電機のロゴとALKALINE（アルカリ）と書かれている。[57]

#### 空調機器
- エア・コンディショナー：静岡製作所にて製造、「霧ヶ峰」[注釈 25]の愛称で知られる[58]。毎年パナソニック、ダイキン工業とトップシェア争いを展開している。萩本欽一や小泉今日子、西田ひかる、藤原紀香などの有名なタレントがCM出演していたことから知名度が上がり、さらに「ムーブアイ」などが搭載されCMには宮里藍が出演したことで一層知名度が上がった。霧ヶ峰は長野県に実在する地名であるが、知らない人も多く、広告に一役買ったということで、2017年に長野県諏訪市からは、同社に感謝状が送られた[58]。
  - 三菱電機のルームエアコン第1号機は1954年に発売を開始したが、「霧ヶ峰」という愛称が付いたのは1967年からで、当時は壁掛けセパレート形エアコンのみを指す名称だった。床置形は「上高地」、窓用が「軽井沢」「志賀」という愛称が付いていた[注釈 26][58]。ラインフローファン・上吸い込み下吹き出し方式・人感センサーなど他社製品にも採用されている技術のうち、三菱電機が初めて採用したものも少なくない。なお、床置形に関しては後に「霧ヶ峰」のラインナップに移行して復活しており、住宅設備用のKシリーズと「ズバ暖霧ヶ峰」HKシリーズの2種類がある。
  - 1988年からの「霧ヶ峰」に代わるエアコンの愛称として「エオリア」を検討していたが、既に松下電器（現:パナソニック）によって商標登録されていたため使用できなかった[注釈 27][60]。他の愛称への変更も検討されたが費用対効果の問題があると判断し、そのまま「霧ヶ峰」を採用し続けている[60]。2017年6月には、クロスフローファン（ラインフローファン）を採用したエアコンの世界最長寿ブランドとしてギネス世界記録に認定されている（認定当時で49年258日）[61]。
  - 「霧ヶ峰」は一般用のほかに、住宅設備用もラインナップしているほか、寒冷地向けに暖房能力を強化した「ズバ暖霧ヶ峰」もラインナップする（ズバ暖霧ヶ峰は壁掛形・床置形・住宅設備用1方向天井カセット形の3形状があり、全部で6シリーズがある）特に、ZシリーズはLDKやワイドリビングなどの広い部屋や高天井・西向き窓・ハイサッシ・最上階など実際の畳数以上の能力が必要な部屋に対応できるように大容量サイズを強化しており、2013年モデルでは他社に先駆けて冷房能力8.0kWタイプ（26畳用）を新設し、2014年モデルでは家庭用ルームエアコンで初の冷房能力9.0kWタイプ（29畳用、MSZ-ZW904S/ZXV904S）を新設した（なお、大容量化することで、室外機が1台で済み、ブレーカー容量を抑えられるメリットもある）。
  - 2015年度モデルでは、一般用Lシリーズ（Wシリーズ後継）と住宅設備用BXVシリーズにおいて、天井面とのスペースが狭い場合でも効率よく空気を吸い込み、カーテンレールの奥行寸法も考慮されたフラップ位置によって風路設計を最適化したことで、幅寸法799mm・高さ寸法250mmを実現し、最上位シリーズのZシリーズと同一デザインとしたコンパクトサイズの室内機を開発した。
  - 2016年度モデルは新シリーズを立ち上げ、2015年10月には「霧ヶ峰ADVANCE」FZシリーズ、2016年3月には「霧ヶ峰Style」FLシリーズを順次発売した。「霧ヶ峰ADVANCE」FZシリーズはファンを半世紀ぶりに一新し、高効率プロペラファンに静翼部を組み合わせたファンを左右2ヶ所に配置することで左右独立駆動を可能にした、家庭用エアコン室内機では世界初の「パーソナルツインフロー」を搭載し、熱交換器もW字型に配置することで搭載量をアップしたLDK向け新世代モデル。「霧ヶ峰Style」FLシリーズは上下に二分割された横長の正面形状と奥行の対比を強調し、透明パネルの裏面から塗装してヘアライン加工を施した室外機を採用し、カラーは白系のパウダースノウに加え、エアコンでは珍しい赤系のボルドーレッドの2色展開とし、リモコンも室内機と同色のヘアライン柄「スタイリッシュリモコン」を採用。最上位モデルのZシリーズ同様に「匠フラップ」や「ムーヴアイ極（きわみ）」を搭載するが、「匠フラップ」は正面から吹出し口が見えない格納式フラップ構造を、「ムーヴアイ極」は運転停止時に本体ボディへ格納する構造を採用。「はずせるボディ」も運転停止中にリモコン操作でフラップが自動で開く「お掃除アシスト」を追加し、デザインと機能・性能を両立したスタイリッシュモデルである。
  - ルームエアコンは2015年度モデルから新ロゴマークとなっている。
- 換気扇：中津川製作所にて製造、日本国内最大シェア。小口径パイプファンから大規模施設用までをラインアップしている。
- 衣類乾燥除湿機：三菱電機ホーム機器：「霧ヶ峰」のセンサー技術を応用し、洗濯物の位置と量を見分ける独自の「部屋干し3Dムーブアイ」搭載モデル（MJ-100LX/120LX）と家庭用除湿機でトップクラスの約18L/日（60Hz時）を実現したハイパワータイプ（MJ-180LX）の3機種をラインナップしている。衣類乾燥除湿機は2014年モデルのJX品番から新ロゴマークに変更。全機種国内生産である。

#### 住宅設備機器
- 家庭用電気温水器（エコキュート）で日本国内シェア3割超（群馬製作所が製造）、電磁調理器（IHクッキングヒータ）の日本国内シェアは2位（三菱電機ホーム機器が製造）となっている。

#### 照明機器
- これまで、ランプ事業は合弁会社であるオスラム・メルコと三菱電機オスラムが、照明器具事業は三菱電機照明がそれぞれ行っていたが、2012年10月の事業再編で三菱電機照明がオスラム・メルコと三菱電機オスラムを吸収・統合し、照明機器事業を一体化させた。
  - LED照明：三菱電機オスラム時代ではLED電球をオスラム社と同じ「PARATHOM（パラトン）」のブランド名で展開していたが、事業再編に伴い、照明器具を含めたLED照明のブランド名を「MILIE（ミライエ）」に改めた。三菱ケミカルメディア（旧三菱化学メディア）では、「MILIE」とは別の独自のLED電球ブランドを立ち上げている。
  - 蛍光灯：三菱電機オスラム時代から「ルピカ」の愛称で知られる。現行のラインナップでは長寿命型蛍光ランプ「ルピカパワープラチナ」、Hf蛍光ランプ「ルピカライン」、長寿命型Hf蛍光ランプ「ルピカラインプラチナ」、電球型蛍光灯「スパイラルルピカ」などがある。

#### 撤退した製品
- オーブントースター：三菱電機ホーム機器：低価格帯の家電製品には珍しく、日本国内で生産されているが一部は海外で生産されている。2015年10月に従来の「ジャンボックス（BO-R##JB系）」に比べて庫内寸法を拡大（幅260×奥行220×高さ90mm→幅270×奥行240×高さ95mm）した4年5か月ぶりとなる新モデルが発売され、BO-R20JB後継のワンパワータイプBO-S6とBO-R65JB後継の火力5段階切り替え機能付タイプBO-S7の2機種に集約。併せて、新ロゴマーク表記となった。2019年に全機種の製造を終了したことに伴って同市場から撤退した。
- 洗濯機：日本製（一部機種を除く）であることを全面に打ち出し、洗濯乾燥機は行程に応じて角度が変わる「ムービングドラム（MVW-VD1）」の愛称で展開していたが、2008年9月に洗濯機事業を終息することを発表[62]。その翌月に7kg - 9kgの大容量モデル（MAW-N*YP/HV*YP）が、12月に5.5kgと6.2kgの中容量モデル（MAW-55Y/62Y）が順次生産を終了したことで一旦は市場から撤退した。
  - その後、2012年12月から、日立アプライアンス（白物家電の製造・販売を行う日立製作所の子会社。合併に伴い、2019年4月以降は日立グローバルライフソリューションズ）へ委託を行い、系列店「三菱電機ストアー 」向けモデルのみながら、完全撤退から4年ぶりに洗濯機の販売を再開。日立製全自動洗濯機「白い約束」のOEMモデルに切り替わった。機能や操作パネルは「白い約束」と同じだが、デザインの変更に加え、商標権の関係で表現を変更している違いがあり（「お湯取」→「ふろ水」、「エアジェット乾燥」→「風乾燥」、「手造り」→「メモリー」）、「スタート/一時停止」ボタンの上に「これっきりボタン」の表記もない（機能そのものは「これっきりボタン」に準じている）。自社製造の時よりも洗濯コースの種類が少なくなり、残り時間などのデジタル表示がなくなったものの、自社製造のときにはなかった好みの組み合わせのコース（洗い・脱水時間/すすぎ回数）を1つ登録できる「メモリー」コースや洗濯槽を洗浄する「槽洗浄」を追加した。お湯取ホースや糸くずフィルターなどのオプションパーツは日立純正品と共通である。2019年発売のMAW-70BP（NW-70CのOEMモデル）の製造終了に伴って再び撤退となった。
- 石油ファンヒーター：1978年に群馬製作所で開発、国産1号機を発売したが、2003年に製造を打ち切り、市場から撤退した[63]。
- ビデオカメラ：カメラとVHSフルカセットレコーダー2形態の頃から家庭用ビデオカメラとして各機種を世に送り出してはいたが1994年3月にS-VHS-C機などの製造を打ち切り、市場から撤退した。以後は携帯電話などのムービー機能に専念していた。製造打ち切り以前はTBS金曜22時枠のテレビドラマの劇中で、三菱電機のビデオカメラが頻繁に登場していた[注釈 28]。同業他社の中にはVHS-Cから8ミリビデオに鞍替えするメーカーもあったが、三菱電機は8ミリビデオを発売せず撤退した。

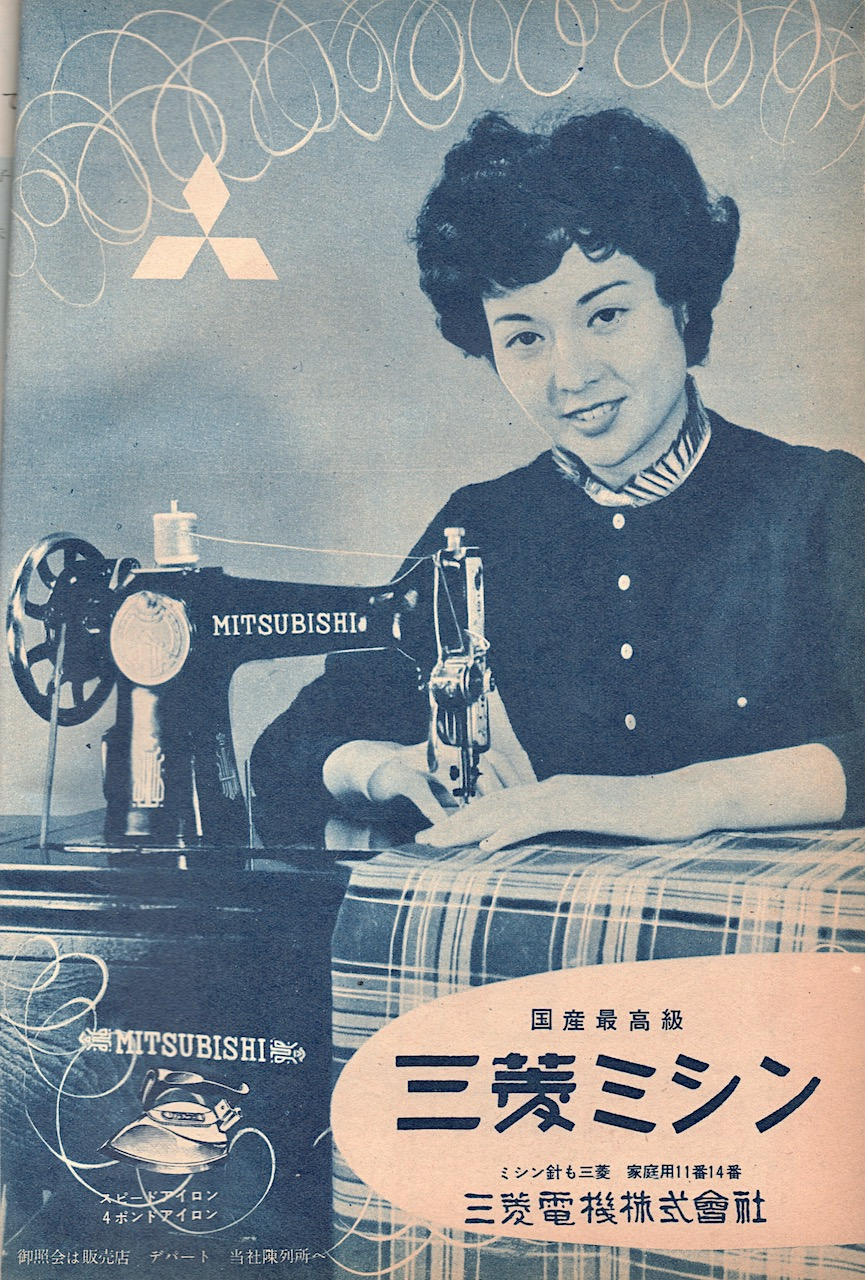
1954年の三菱ミシンの広告

- ミシン：旧い琺瑯看板などに「三菱ミシン」と書かれたものを見ることがあるが、かつては同社で工業用ミシンを製造・販売していた。2016年現在は名菱テクニカ（名古屋市）という子会社が製作しており、工業用ミシンの世界シェア40%を持つ隠れたトップブランドである。
- ブラウン管テレビ：ブラウン管を主力としていた時期には自社開発のさまざまな画像処理機能や基板が網羅された特筆すべき画質・性能を誇った製品が多く1987年10月に発売されたCZシリーズは「BIG SPEC」「ダイヤトーンスピーカー搭載」と宣伝するほどであった。高級ビデオデッキと併せ、映像にこだわった多くの製品が発売されている。2008年をもってブラウン管テレビは生産を終了し、地上デジタル非対応テレビもラインアップから消えた。日本ビクター（現在：JVCケンウッド）にもかつてブラウン管を供給していた（ビクターは経営不振を理由に2008年限りでテレビ受像機生産から完全撤退）。
  - 1967年に発売したカラーテレビは、京都市右京区にある紅葉の名所「高雄」にちなんで「高雄」と名付けられた。（後の「京都 FULL HD 1080」と同じように、京都製作所で生産されていることにちなんだネーミングである）
- ビデオデッキ：2016年時点は単体機で生産完了となったが自社開発の画像処理機能や高画質技術、スムーズなテープ走行メカニズムなどを搭載し、映像などにこだわった名機と呼ばれる機種が多くあった。巻き戻し/早送り時に映像が見られるスピードサーチ、煩わしいトラッキング調整をデジタルで調整するデジタルオートトラッキング（単なるオートトラッキングなるものは既に他社機に存在していたが標準モードでしか効果は薄かった）、CMカット（※三菱では、「オートカット」）機能、他社製テレビも操作できるリモコンなどもいち早く採用していた。VHS機は「Fantas（ファンタス）」(1982年に発売されたVHS-C方式のビデオレコーダーの名称は「ファンタス11G」HV-11G[64])という愛称であったが、1988年中期モデル以降からは使われなくなった[注釈 29]。ビデオムービーもVHS/VHS-C/S-VHS-C規格で発売していた。特にS-VHS-Cでは当時軽量化を各社が模索する中で1kg以上の重量にはなるものの、デッキ並みの安定性の高い大型のパーツ（特に映像用シリンダー&ヘッド）で構成された一体機も発売するといったこだわりを見せていた。
- DVDレコーダー・BDレコーダー：「リアル」。かつては船井電機と提携、楽レコという名で販売していた。それ以前は楽レコのブランドを使わない高級機「DVR-DS10000」を販売していた。BDレコーダーに関しては東芝「ブルーレイVARDIA」（現在：REGZAブルーレイ）同様、リモコンが2種類同梱されているのが特徴だが、ボタンを極力減らしてシンプルにした「グット楽リモコン」にはタッチパネルが採用されている。2013年12月に「今後はBDレコーダー一体型液晶テレビに事業を集中する」として事業からの撤退を発表した[65]。
- パソコン：2016年時点は家庭用・事業者用パソコン「アプリコット」共に撤退している（家庭向けは不明・事業者向けは2012年3月に終了）、かつては「マルチ8」「マルチ16」などといった製品を発売し、CMには林葉直子を起用しており、同社提供の刑事ドラマ『太陽にほえろ!』でも使われた。なお、アプリコットシリーズは、Windows XP発売後NEC からOEM供給され基本的にはデザインなどはNEC機のMate、VersaProと同じである。2001年からは分社された三菱電機インフォメーションテクノロジー（MDIT）が製造や販売などを行っていた。
- 携帯電話：2008年をもって撤退[66]。これによりD705iμとD705iが最後の機種となり、1983年の自動車電話納入から数えて25年の歴史に幕を下ろした。
  - NTTドコモ、J-フォン→ボーダフォン（2016年現在のソフトバンク）、ツーカーグループ、日本移動通信（IDO、現在：auの関東・中部地区）に、PHSでは旧NTTパーソナル、DDIポケット（現在：ウィルコム）、アステルにも製品を供給していたが、末期にはNTTドコモ向けの製品のみのラインナップになっていた。DDIセルラーグループのみ、開業から撤退まで一切供給していなかった。
  - 一時期、各キャリア以外にも「ディーガ」のブランド名で自社ブランドの端末を家電量販店等で販売していた。購入したユーザーがキャリアの店舗に持ち込んで契約する形を取っていた。後に撤退し、「ディーガ」の商標もパナソニックに譲渡された。
  - NTTドコモ向けについては、電電公社・分社化前のNTT時代から端末を供給しており、「mova」の商標を名乗る権利と1文字の略号「D」（DはDiamondのD）[注釈 30]が与えられていた。
  - NTTドコモ向けに発売された、ポータブルMDプレーヤーのような形でFMラジオが聞ける携帯電話「Music PORTER」など音楽機能に特化した端末、当時では珍しかったアンテナ内蔵型端末のD503iS、そして当時類のない2つのディスプレイを搭載したD800iDSや、J-PHONE（当時）向けに発売されたJ-D06"graphica"のようにデザイン性を重視した端末、TU-KA向けに発売された「THZ43 Chiaro」のようにデジタルカメラを同梱し、世界で初めて撮影画像の端末でのやり取りや端末ディスプレイで撮影画像を確認できる機能を搭載するなど、特定の機能に特化した端末を多く手掛けていたのが特徴である。
  - D503i以前のモデルは独特のフリップ式だったが、D901iから、90Xシリーズと70Xシリーズの一部ではスライド式の形状を採用した。この機種から富士通との協業に関係して同じSymbian OSを採用した。最後のフリップ式の端末はD2101Vである。
  - D503iS以降のNTTドコモ向け端末は基本的にアンテナが内蔵型となっている（D2101Vを除く）。
  - 撤退後、パナソニックの携帯部門であるパナソニック モバイルコミュニケーションズにスピードセレクターなどの一部技術・ノウハウを提供した。結果としてP-02AやP-08Aにはスピードセレクターが搭載。見た目もD90Xシリーズに似たものとなっている。
  - ワンセグ対応機種そのものは製造していたが、シャープの「AQUOSケータイ」を皮切りに流行した、薄型テレビのブランドを冠した携帯電話は三菱電機では存在しない。
  - 携帯電話の機種についてはCategory:携帯電話端末 (三菱電機)を参照のこと

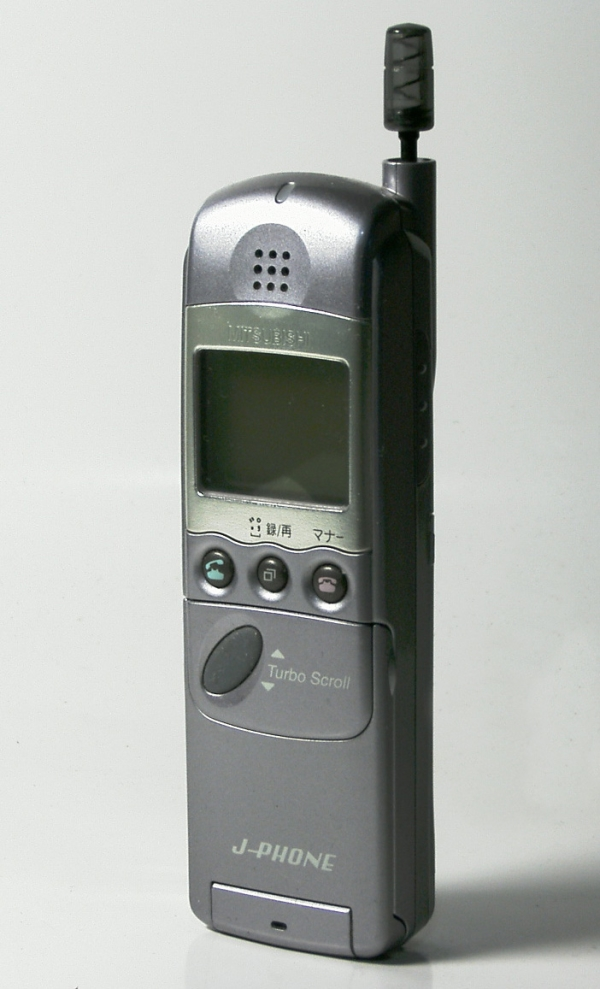
三菱の携帯端末の特徴の一つ・フリップ式筐体『DP-222』（1997年）
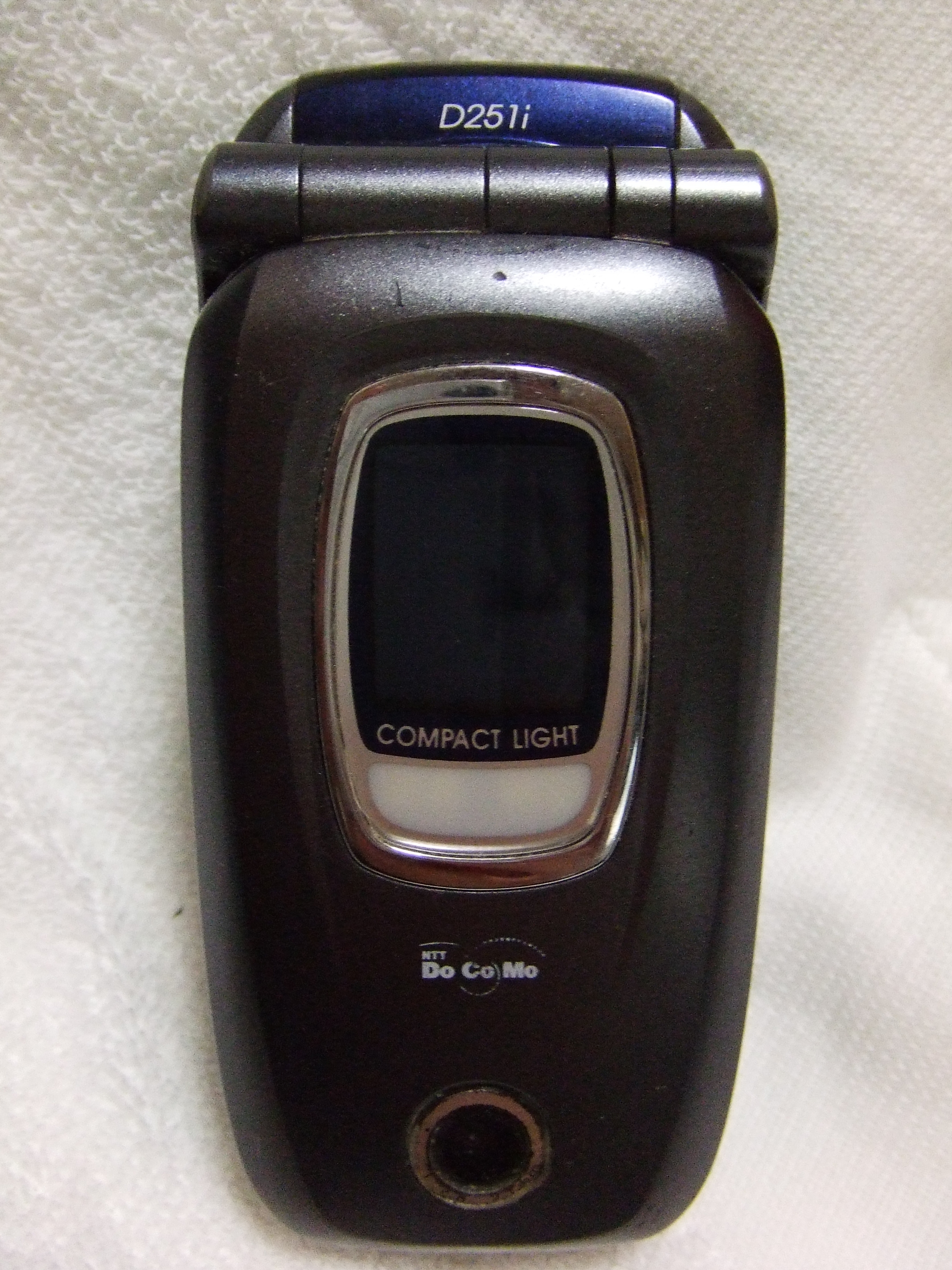
D251i（2002年）。この頃からNTTドコモ向け端末はすべてアンテナ内蔵型となる。
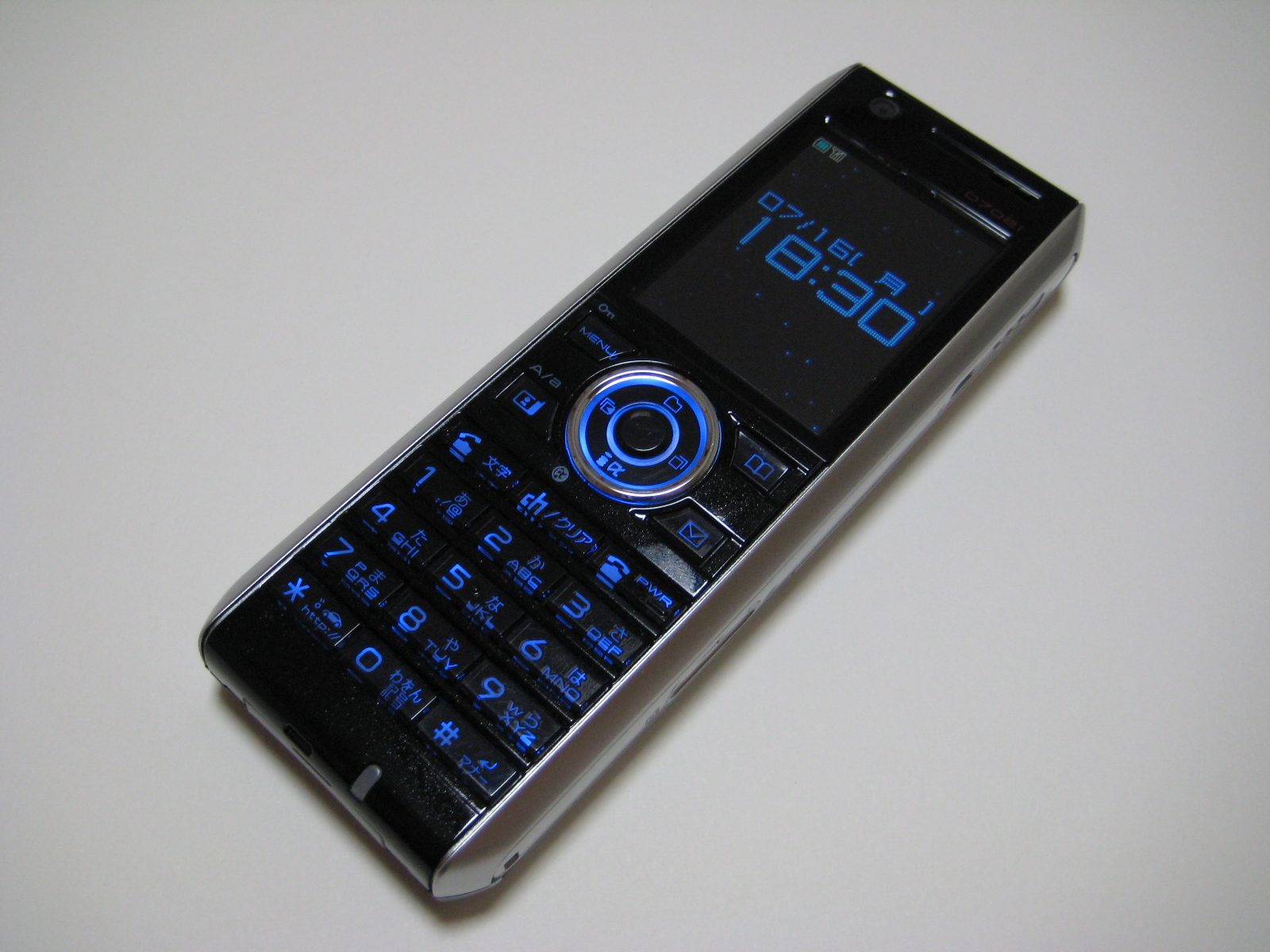
NTTドコモ FOMA D702i（2006年）。この時期のドコモに稀なストレート式筐体
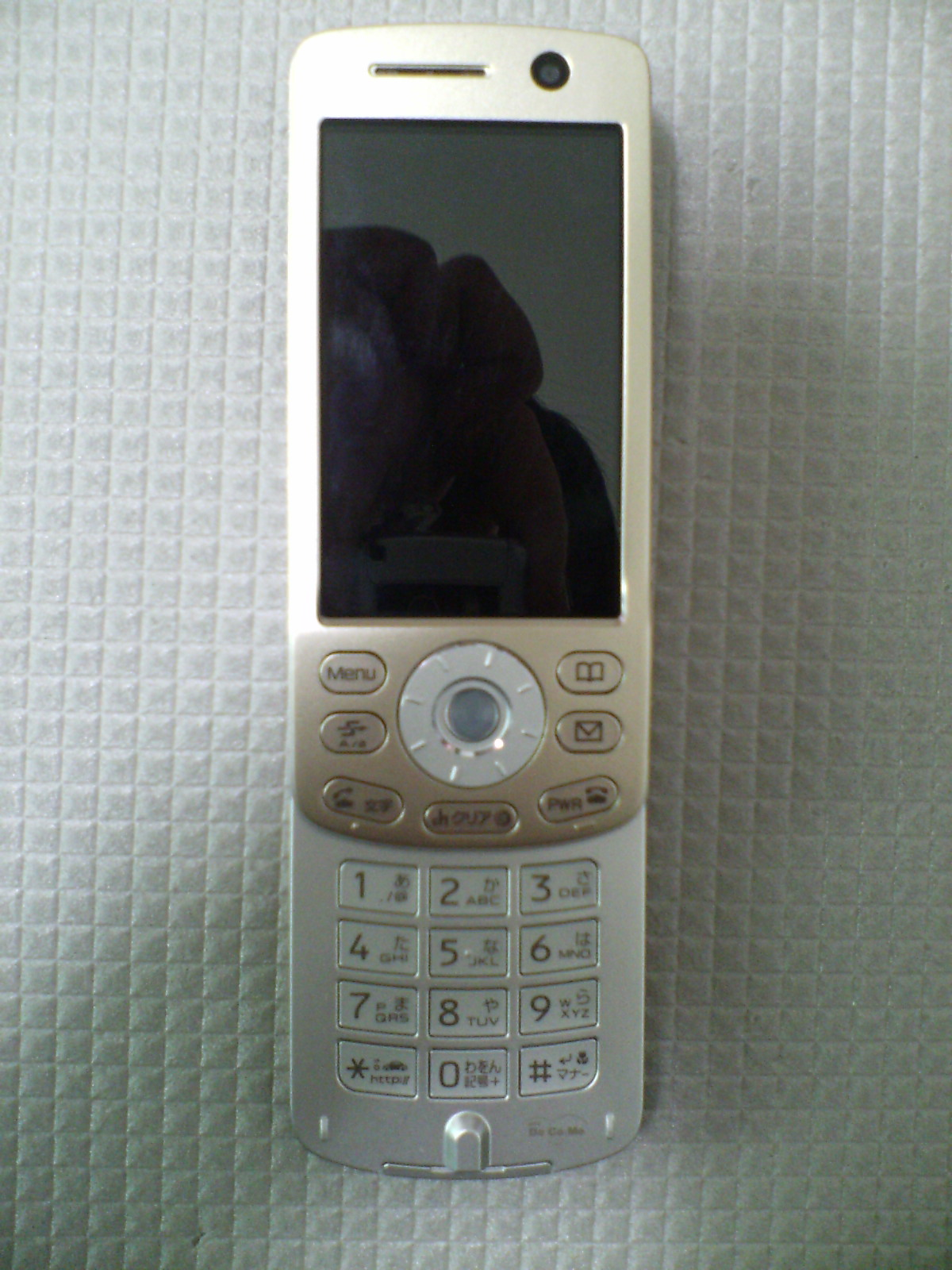
NTTドコモ FOMA D903i（2006年）。スライド式筐体とスピードセレクターは、この時期の三菱携帯端末の特徴
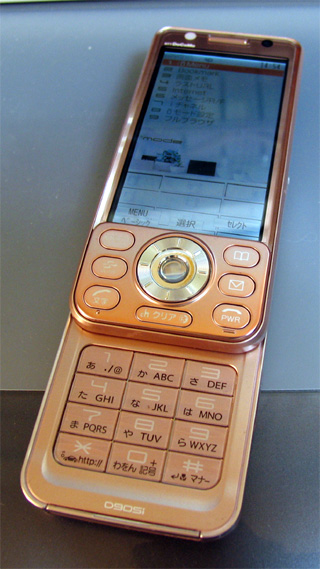
NTTドコモ FOMA D905i（2008年）。三菱の携帯端末の最末期機種
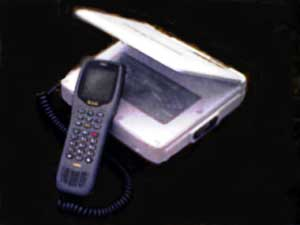
衛星携帯電話 ワイドスターデュオ（2001年）。衛星モデムによりFAXやデータ通信が可能

- 太陽電池モジュール.- 2020年で撤退し、以降は京セラ製パネルを自社ソリューションに使用[67]。
- パワーコンディショナ：同社のパワーコンディショナは2009年1月時点で電力変換効率が97.5%で業界最高であった。
- 大型ディスプレイ
  - オーロラビジョン：阪神甲子園球場や 東京ドームやスタジオアルタなどに設置されており、大型ディスプレイ分野ではトップシェアを持つ。ジャンボジェットの幅に相当する長さの物もある。2006年8月に、東京競馬場に設置したオーロラビジョン、「ターフビジョン」は、東西2箇所設置されているが、その中でも西側（ゴール側）のターフビジョンは縦11.2m×幅66.4m、面積743.68m2もあり、ギネス世界記録に世界最大の映像スクリーンとして認定されている。

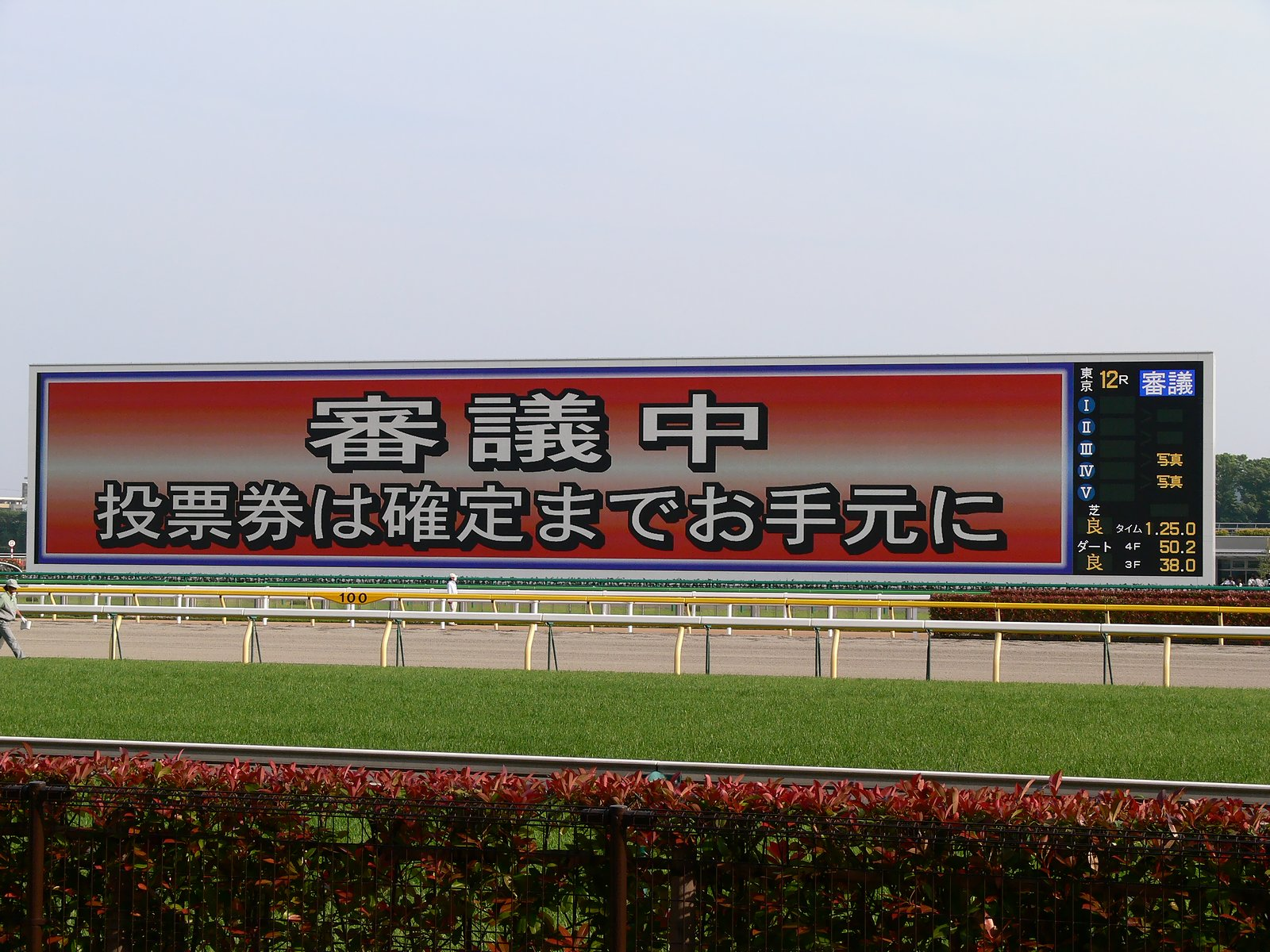
東京競馬場に設置されているオーロラビジョン。「ターフビジョン」

- パソコン用ディスプレイの分野では日本最大級のシェアを持っていた[いつ?]。現行は「Diamondcrysta（ダイヤモンドクリスタ）」とマルチメディアプレミアムモデルの「VISEO（ビジオ）」の2ラインで展開している。2013年12月に個人向け液晶ディスプレイの開発・生産事業から撤退[68]。2022年6月をめどに全ての液晶事業から撤退予定[69]。
- 液晶テレビ：リアル。リモコン操作で画面が左右に回転する「オートターン機能」や、40型以上の大画面機種で見られる薄型額縁のデザインなどで独自性を出している。スピーカーはダイヤトーンブランドのスピーカーを搭載し、処理エンジンは自社製のものを採用している。オートターン機能は1980年代に発売されたブラウン管テレビから続いている機能である。近年のリアルシリーズはブルーレイレコーダー一体型モデルが主流となっている。
- レーザーテレビ：2008年10月に「Laser vue」という名称で北米で発売された。2010年8月から3D映像対応型が日本国内でも販売開始。

2008年春モデル以降のフルHD液晶テレビ・BDレコーダーは、京都府長岡京市にある京都製作所で製造されていることから「京都 FULL HD 1080」というキャッチフレーズが付けられていた。
テレビ製品全ては2021年9月限りで家電量販店向けの出荷を終了した。今後2024年3月（2023年度末）まで、経過処置として三菱電機ストアーを通しての販売に限定し自社ブランドの映像機器を販売していた。
- 大型低温機器の内40馬力以上の一定速二段スクリュー冷凍機一体水冷型（MSWシリーズ）リモート空冷型（MSFシリーズ）一体空冷型（MSAシリーズ）インバーター二段スクリュー冷凍機水冷型(MSWVシリーズ）が受注の低迷に伴い生産終了となった。

　なおインバーター二段スクリュー冷凍機の一体空冷型であるMSAVシリーズに関しては低GWPの新冷媒（R449A）に対応させモデルチェンジし継続販売されている。
- 大型スクリューチラー（MCR-SP-KEシリーズ）・ブラインクーラ（BCL-SP-Eシリーズ）が発売開始からの経年により部品供給停止の可能性が出てきたため2026年9月末出荷分で生産を終了する。

## 組織・設備

### 研究所
- 先端技術総合研究所（兵庫県尼崎市）
- 情報技術総合研究所（神奈川県鎌倉市）
- 統合デザイン研究所（神奈川県鎌倉市）
- 通信システムエンジニアリングセンター (東京都千代田区、大阪府大阪市北区)
- Mitsubishi Electric Research Laboratories (MERL)（アメリカ）
- Mitsubishi Electric R&D Centre Europe (MERCE)（フランス、イギリス）

### 主な工場
発祥地が兵庫県神戸市のため、近畿地方に多くの生産拠点がある。直轄の生産拠点にはグループ内略称として、「〜電」で終わる通称が付けられている。なお、ここにあげる「製作所」は経営単位なので、実際の工場としては、例えば神戸製作所と電力システム製作所は同一の連続した敷地内にある。
| 拠点名                                              | 所在地                                               | グループ内略称 | 概要 |
| --------------------------------------------------- | ---------------------------------------------------- | -------------- | --- |
| 神戸製作所                                          | 兵庫県神戸市兵庫区                                   | 神電           | 三菱電機誕生の地。旧三菱造船電機製作所。電力システム、公共プラントシステム、防災システム、通信ネットワークシステムのソリューション供給。 |
| 電力システム製作所                                  | 兵庫県神戸市兵庫区 長崎県長崎市                      | 力電           | タービン発電機、加速器応用システム。 |
| 伊丹製作所                                          | 兵庫県尼崎市 岐阜県恵那市 長崎県西彼杵郡時津町       | 伊電           | 交通システム、車両用機器、運行管理システム、電力管理システムの供給、車両用空調システム、ホームドア。 2024年4月1日より、長崎製作所を統合し、伊丹製作所長崎工場に改称。 |
| 名古屋製作所                                        | 愛知県名古屋市東区 愛知県新城市 岐阜県可児市         | 名電           | 1924年（大正13年）汎用電動機量産工場として設立。全社の製作所の中で最大敷地面積を誇る(単体で約30.6万m2)。FA・産業用メカトロニクス関連機器の生産で国内首位。産業用ロボット、シーケンサ、インバータ、サーボモータ、工作機械用、変圧器(トランス)、電磁開閉器。分工場に新城工場(愛知県新城市)、可児工場(岐阜県可児市)、旭工場(愛知県尾張旭市)の3工場。名古屋製作所は、同社初の自社取得敷地に建設された工場。当初はここが会社の中核工場になる予定 で、本店も名古屋市に置かれていた。敷地内には体育館がありプロバスケットボールチーム名古屋ダイヤモンドドルフィンズと社会人チーム三菱電機コアラーズの活動拠点となっている。 |
| 冷熱システム製作所                                  | 和歌山県和歌山市 長崎県西彼杵郡時津町 京都府長岡京市 | 冷電           | 冷凍機、パッケージエアコン。 |
| 静岡製作所                                          | 静岡県静岡市駿河区                                   | 静電           | ルームエアコン「霧ヶ峰」、業務用エアコン（6馬力まで）、冷蔵庫、空調機用圧縮機。 |
| 姫路製作所                                          | 兵庫県姫路市千代田町 兵庫県姫路市広畑区富士町        | 姫電           | 自動車電装品事業。電動パワーステアリング、オルタネーター、スターター、ETC。広畑工場など4つの工場、敷地合計約15.2万m2を有する。オルタネーター、スターターは世界シェア15%超。1943年12月に神戸製作所の分工場として発足、工場の前身は、大和紡績の工場である。1944年1月には軍需工場に指定され「神武千代田工場」（千代田は工場所在地の地名）と称された。戦後に千代田町の西隣の土山へ工場を拡張した。2004年に広畑工場（千代田町・土山から直線距離で約8km）が竣工。 |
| 三田製作所                                          | 兵庫県三田市                                         | 田電           | カーメカトロニクス製品、カーナビゲーション、カーオーディオ、サーボアクチュエータ。 |
| 電子通信システム製作所                              | 兵庫県尼崎市                                         | 通電           | 旧通信機製作所。衛星通信地球局設備、航空管制システム、ドップラー・レーダー、警戒レーダー、GPS受配信システムの生産。 |
| コミュニケーション ・ネットワーク製作所             | 兵庫県尼崎市 福島県郡山市                            | C電            | 通信キャリア向けネットワークインフラ、監視システム（CCTV）。 |
| 系統変電システム製作所                              | 兵庫県尼崎市 兵庫県赤穂市 兵庫県神戸市兵庫区         | 系電           | 変電機器、電力系統保護システム。GIS（ガス絶縁開閉装置）は国内トップシェア。世界3強の一角を占める。 |
| 受配電システム製作所                                | 香川県丸亀市                                         | 配電           | 遮断器、スイッチギア。 |
| 産業メカトロニクス製作所                            | 愛知県名古屋市東区                                   | メカ電         | 放電加工機、レーザー加工機、CNC |
| 鎌倉製作所                                          | 神奈川県鎌倉市 福島県郡山市 神奈川県相模原市中央区   | 鎌電           | 衛星通信装置、人工衛星、レーダー装置、宇宙システム。 |
| 群馬製作所                                          | 群馬県太田市                                         | 馬電           | 過去ファンヒーターを製造していたが、2016年現在は事業から撤退。電気給湯機「エコキュート」は国内シェア50%以上。 |
| 高周波光デバイス製作所                              | 兵庫県伊丹市                                         | 波光電         | 半導体レーザー。70%のシェア。 |
| パワーデバイス製作所                                | 福岡県福岡市 熊本県合志市 広島県福山市               | パワ電         | パワー半導体の主力であるパワーモジュールは世界シェアトップ。 |
| 福山製作所                                          | 広島県福山市                                         | 山電           | 世界3大ブレーカーメーカの一つ。 |
| 中津川製作所                                        | 岐阜県中津川市 長野県飯田市                          | 中電           | 換気扇、ロスナイ、ジェットタオル、床暖房システム。 |
| 備考 1. 2. 3. 4. 5. 6. 7. 8. 9. 10. 11. 12. 13. 14. |                                                      |                | |

### 営業・サービス拠点、ショールーム等
- 東日本FAソリューションセンター（東京・秋葉原地区）[72]

### 関連会社

#### 上場関係会社
- 大井電気（31.9%）
- カナデン（25.5%）
- 弘電社（51.7%、上場子会社）
- 西菱電機（23.5%）
- 指月電機製作所（24.2%）
- 萬世電機（22.0%）
- 菱電商事（37.2%）

#### 関連上場会社
- アイサンテクノロジー（8.51%、三菱電機インフォメーションシステムズ保有分1.06%を含む）
- 協栄産業（17.51%）
- たけびし（15.9%）
- 立花エレテック（7.18%）
- ナラサキ産業（7.8%）
- 菱洋エレクトロ（7.01%）

#### 情報通信サービス会社
- 三菱電機デジタルイノベーション

#### エンジニアリング・サービス会社
- エムテック
- 西菱電機
- 通菱テクニカ
- ビーシーシー
- 三菱プレシジョン
- 三菱電機エンジニアリング
- 三菱電機システムサービス
- 三菱電機ソフトウエア（2022年4月にソフトウェア関連の子会社6社を統合）
- 三菱電機ディフェンス&スペーステクノロジーズ（2023年7月、三菱電機特機システムから改名）
- 三菱電機ビルソリューションズ
- 三菱電機プラントエンジニアリング
- 三菱電機メカトロニクスエンジニアリング
- 三菱電機冷熱プラント
- 名菱電子
- メルコセミコンダクタエンジニアリング（元福菱セミコンエンジニアリング）
- 菱神電子エンジニアリング
- 菱彩テクニカ
- 菱電湘南エレクトロニクス

#### 製造会社
- 三菱電機冷熱応用システム（旧日本建鐵株式会社 三菱電機ショーケース事業部）（冷蔵ショーケースを製造（一部事業を和歌山市の冷熱システム製作所に移管して船橋事業所は閉鎖。日本建鐵時代には都電6000形等の路面電車製造・改造を手がけた他、2008年10月までは洗濯機も生産していた））
- 三菱電機ホーム機器（MHK）（埼玉県深谷市) (掃除機、オーブンレンジ、ジャー炊飯器、食器洗い乾燥機、IHクッキングヒーター（電磁調理器）、食器乾燥機、オーブントースター、ホットプレート、ふとん乾燥機、加湿機、除湿機、空気清浄機を開発・製造）
- 三菱電機モビリティ
- 三菱ジェネレータ
- エス・ジー・シー
- 大森電機
- 三菱電機照明(旧オスラム・メルコ/三菱電機オスラム)
- 甲神電機
- 島田理化工業（基地局、半導体装置）
- サンエーマイクロセミコンダクタ
- 静菱テクニカ
- ソーワテクニカ
- 太洋無線
- 多田電機
- 東芝三菱電機産業システム（東芝との製造業プラント向け産業システムの合弁会社）
- 東洋電機（東洋電機製造とは異なる）
- トーカン（旧東洋高砂乾電池、2016年現在は電池生産からは撤退し、エスカレーター用ゴム製品の製造を担当）
- 日本インジェクタ（ドイツ・ロバートボッシュとの合弁会社 50%所有）
- ハイパーサイクルシステムズ（リサイクル技術の最先端を行く）
- 姫菱テクニカ
- 三菱電機ドキュメンテクス（印刷・デジタルコンテンツ等に関わる事業）
- 三菱日立ホームエレベーター（日立製作所のホームエレベーター事業と三菱電機のホームエレベーター事業を統合した合弁会社）
- 名菱テクニカ
- メルコエアテック（換気送風機部材の製造・販売）
- メルココントロールパネルアンドコンポーネント（電力系統・交通用変電所向け保護盤の製造）
- メルコパワーデバイス
- メルコテクノレックス
- 菱三工業
- 菱神テクニカ
- 菱電旭テクニカ（ファンモータ、空調機コンプレッサ用ハーメチックモータの製造）
- 菱電化成
- MEPPI（米国、ピッツバーグ）
- MELMEX（メキシコ）
- 丸亀菱電テクニカ

#### 販売会社他
- 三菱電機フィナンシャルソリューションズ（三菱HCキャピタルとの合弁）
- 三菱電機住環境システムズ（家電品、電材品、住宅設備機器、冷熱空調機器等の卸販売・据付工事など）
- 三菱電機トレーディング（国内・海外資材調達・販売、貿易、資材管理など）
- 三菱電機ライフサービス（元菱電不動産。不動産事業、食事サービス、介護サービス、警備、清掃、ビルメンテナンスなど)
- 三菱電機ライフネットワーク（家電製品や情報・住宅関連設備機器の卸販売など）
- MDロジス（元三菱電機ロジスティクス、33.4%保有）
- メルダスシステムエンジニアリング（産業メカトロニクス製品などのシステムエンジニアリング・販売など）
- 菱サ・ビルウェア（ビル運営管理・マンション管理・リフォームなど建物管理事業）

#### 広告・ネット
- iPLANET（グループ内の総合広告会社）

#### 過去の関連会社
- NEC三菱電機ビジュアルシステムズ（現在：NECディスプレイソリューションズ ディスプレイモニターに関する、旧日本電気ホームエレクトロニクスとの合弁会社。2005年3月31日合弁解消）
- ジーエス・メルコテック（燃料電池事業等に関する日本電池（現在：ジーエス・ユアサ コーポレーション）との合弁会社。2016年は三洋電機へ売却）
- ティーエム・ティーアンドディー（変電及び電力系統事業に関する東芝との合弁会社 2005年4月解散）
- トライエム（日本クラウン売却後もiPLANETとともに株式を所有していたが、2003年10月iPLANETが所有していた株式と一緒に第一興商へ売却）
- ドリーム・トレイン・インターネット（東京電力グループを経てパワードコムへ売却）
- 日本クラウン（第一興商へ株式を所有していた他の三菱グループ各社と共に売却。日本クラウンは2001年7月第一興商の子会社となる）
- 日本建鐵（1910年代に「日本建鐵工業」として創業された 洗濯機の企画・生産を担当 2005年に株式交換にて完全子会社化された[73] 2015年清算）
- メルコブレインズ
- ルネサス エレクトロニクス（日立製作所との半導体事業の合弁会社であるルネサス テクノロジと、日本電気の半導体部門を分社化したNECエレクトロニクスが合併して設立。2013年9月30日、産業革新機構などによる増資により持分法適用関連会社から除外）
- 三菱電機インフォメーションシステムズ（MDIS）
- 三菱電機インフォメーションネットワーク（MIND）
- 三菱電機ITソリューションズ（MDSOL）
- 北弘電社（2024年4月に完全子会社化したが、2025年4月にきんでんに全株式を譲渡）

## 広報・宣伝

### ウェブサイト
2007年12月のウェブサイトリニューアルに伴いRSS配信が行われるようになった。

### 歴代のキャッチコピー
- 「品質奉仕の三菱電機」（1952年 - 1963年）
- 「今日もあなたと共に」（1963年 - 1969年）
- 「未来を開発する三菱電機」（1969年 - 1984年）
- 「技術がつくる高度なふれあい―SOCIO-TECH（の三菱電機）」（1985年1月 - 2001年6月） - 1991年までは青色背景（中央白帯で商品名を表示）、1992年から1994年までは黒色背景で、いずれも下から「MITSUBISHI」ロゴがせり上がる演出だった。1995年からはSOCIO-TECHの表示がなくなり、「MITSUBISHI (改行）三菱電機」の2行表示となった。1998年10月からは黒色背景で、自然風景の写真と共にロゴが現れる演出となった。この当時のキャッチコピーにちなんで、1985年から2002年まで存在したアメリカンフットボール部は「三菱電機ソシオテックス」という名称だった。
- 「Changes for the Better」（2001年7月 - ） - サウンドロゴは、英語版とは大きく異なる。2001年から2007年頃までは白背景でバックに水面に立つ花が映し出されていた。2008年から2014年までは紺色背景で、流れる光とともにロゴが現れる演出となった。いずれもロゴは1995年以降の「MITSUBISHI（改行）三菱電機」の下に「Changes for the Better」を追加したものだった。2014年のCI改定後から2024年までの間は一部を除きテレビCMでは表示されていなかった。
- 「三菱電機のテクノロジーMite」（1998年 - 2001年） - 冷蔵庫やエアコンなど、一部の家電製品で使用。
- 「SMART QUALITY あしたを、暮らしやすく」（2012年10月 - ） - 個人向け商品のスローガン、CMに杏を起用。
- 「ニクイねぇ!三菱」（2014年4月1日 -  ） - イメージキャラクターには従来の杏に加え、新たにオードリー（若林正恭・春日俊彰）と戸田恵子を起用。春日は法人向け商品が対象（キャッチコピーは「ビジネスもニクイねぇ!」）。
- 「ともに新しい暮らしへ。」（2020年4月 - ）
- 「#しあわせをシェアしよう。」（2022年10月 - ） - 国内空調・家電・電材住設事業のスローガン、イメージキャラクターとして神木隆之介、2023年1月からは神木に加えて光石研、石田ひかり、志田彩良を起用。
- 1988年ごろから、90年代までは、家電製品を対象として「三菱のQシリーズ」と呼称したこともあり、特に、1994年までは、Qを模したロゴマークを用いたサウンドロゴで展開した[注釈 32]。AV機器はSOCIO-TECHまたは上記のサウンドロゴ背景であった。1990年代前半AXパソコンの「MAXY」やFAXなどその他OA機器はThink&Linkであった。2001年の「Changes for the better」制定後は全ての製品で共通のサウンドロゴを用いている。
- 一時期のNTTドコモ向け携帯電話（2000年 - 2006年頃）は「D-Style」というキャッチコピーが付けられていた[注釈 33]。

## 主な提供番組
上記のとおり、ロゴマークが変更されたことに伴い2014年7月1日から、それまでの「（スリーダイヤ）三菱電機」から「（スリーダイヤ）MITSUBISHI（改行）ELECTRIC」に提供表示も変更されている（ただしアナウンス上では従来通り「三菱電機」としている）。
日本テレビ系列
- 「シューイチ」（7時台、関連会社の三菱電機ビルソリューションズも別枠で提供している。）[注釈 34]
- 「金曜ロードショー」（2022年10月から、30秒・カラー表示）[注釈 35]
- 「ザ!鉄腕!DASH!!」（2023年4月から、30秒・カラー表示）[注釈 36]

テレビ朝日系列
- 「10万円でできるかな」（30秒、2023年10月から。）[注釈 37]
- 「プリキュアシリーズ」(30秒、2008年4月から)

TBS系列
- 「サンデーモーニング」（30秒）[注釈 38]
- 「マツコの知らない世界」（2020年4月から。）[注釈 39]
- 「林先生の初耳学」（毎日放送制作、2015年10月から2020年3月まで）[注釈 40]

ラジオ番組
- 「怪しい伝説」「スペースアワー」（ディスカバリーチャンネル） - ディスカバリーチャンネル内では、これ以外にも宇宙・社会インフラ関連製品をテーマにしたオリジナルCMを放送している。
- 「ニッポン放送ショウアップナイター」（ニッポン放送・NRN系列）
- 「オードリーのオールナイトニッポン」（ニッポン放送・NRN系列、2014年7月5日から）
- 「戸田恵子 オトナクオリティ」（ニッポン放送・NRN系列、2015年10月4日から）

会社ホームページ非公表ながらスポンサーになっている番組
- 「シューイチ」（日本テレビ）
- 「S-PARK」（フジテレビ[注釈 41]）
- 「TSB NEWS 報道ゲンバ」（テレビ信州＝木曜日）
- 「サンデードラゴンズ」（CBC＝東海ローカル）
- 「山下達郎JXグループサンデー・ソングブック」（TOKYO FM・JFN系列、パーティシペーション扱いで各局番組表ではスポンサー扱いで表示）
- 「Saturday Music 8」（TOKYO FM）

### かつて提供していた主な番組
日本テレビ系列
- 金曜20時台
  - 三菱ダイヤモンド・アワー<「ディズニーランド」・「プロレスリング中継」→「日本プロレス中継」>→太陽にほえろ!→金曜夜8時ドラマ
- 火曜サスペンス劇場（1995年10月 - 1996年3月）
- 土曜ドラマ[注釈 42]
- もっとあぶない刑事
- ジパングあさ6
- 日曜20時台
  - 特命リサーチ200X→ワールド☆レコーズ→A→日曜スペシャル→ウタワラ→世界の果てまでイッテQ!（60秒・カラー表示）[注釈 43]
- きょうの出来事
- NEWS ZERO（隔日）
- 踊る!さんま御殿!!
- 日曜ドラマ（数回）
- ズームイン!!サタデー（2015年4月から9月まで）
- しゃべくり007（2022年10月から2023年3月まで、30秒・カラー表示）[注釈 44]

TBS系列
- 日曜19:30 - 20:00
  - 欽ちゃんの向こう三軒両隣→欽ちゃんのこれが1番!!→チェック&チェック→反応ゲーム2つに1つ→日曜特集[注釈 45]→人間ふしぎ不思議→西田敏行・桜田淳子のもちろん正解→THEチャレンジャー→チャレンジャー（中断有り）→GOGOサンデー[注釈 46]→三菱タイムトリップテレビ探偵団
- オズ・キッズ
- ギミア・ぶれいく
- 木曜ドラマ9
- 木曜22時ドラマ (第4期)[注釈 47]
- テレビ近未来研究所→TVジェネレーション→木曜ドラマ
- ぴったんこカン・カン
- 筋肉番付
- 土曜20時台
  - 自然がいちばん!地球塾→どうぶつ奇想天外!
- 金曜ドラマ（60秒）※後に同業者のAirdogも提供。
- クイズMr.ロンリー（毎日放送）
- 石坂・森口のくっきん夫婦（毎日放送）
- ドラマ30（毎日放送・CBC交互制作） 1998年10月 - 2002年9月
- 世界の日本人妻は見た!（毎日放送）2016年10月 - 2017年9月
- 日曜19時台
  - さんまのSUPERからくりTV→不思議探求バラエティー ザ・世界ワンダーX

フジテレビ系列
- 三菱クラウンアワー
  - 歌謡笑学校
  - 歌うスターハイライト
  - 歌のプレゼント
  - みんなで手拍子!
  - 歌とゲストでこんにちは!
- ワーズワースの庭で
- ワーズワースの冒険
- 水曜劇場
- Grade-A
- スーパーナイト[注釈 48]
- トロイの木馬（一社提供）
- 力の限りゴーゴゴー!!
- 小川宏ショー
- ハイ!土曜日です（関西テレビ）
- おはよう!ナイスデイ→ナイスデイ（生放送CMが行われており、サウンドロゴは冒頭から開始となった）
- DOサタデー（関西テレビ）
- 三菱電機サイエンスジムメントレ→メントレG（2003年まで一社提供）：2008年9月まで。
- ジャンクSPORTS（2008年10月 - 2009年9月）→新報道2001（2009年10月 - ）（30秒）：土曜プレミアムと本番組は、「メントレG」の提供から移動した。
- ネプリーグ
- ゲゲゲの鬼太郎
- アイアンシェフ
- 超潜入!リアルスコープハイパー
- 「情報プレゼンター とくダネ!」（30秒）（フジテレビ）火曜日の日替わりスポンサー。同時間ではかつて、平日・土曜の6日間の帯スポンサーとなっていた。
- めざましテレビ:後任はアコム
- まつもtoなかい→だれかtoなかい（30秒）[注釈 49][注釈 50]
- Mr.サンデー[注釈 51]
- 土曜プレミアム [注釈 52][注釈 53]

テレビ朝日系列
- 緊急指令10-4・10-10
- どっこい大作
- こんにちは!家庭料理（NETテレビ→テレビ朝日）1974年11月9日 - 1978年3月25日の土曜日の午前中に放映されていた、三菱電機の一社提供で料理番組。司会は白井裕子→河村陽子。加熱・調理には、主に三菱電機の電子レンジ「ダイヤクック」を使用していた。放送時間は1974年11月9日 - 1975年3月29日まで土曜10:15 - 10:30、1975年4月5日 - 1978年3月25日まで土曜11:00 - 11:15。
- 木曜ドラマ：2008年3月まで。
- MITSUBISHI Hot Information Press -H・I・P-
- MITSUBISHI Weekend H・I・P -AXEL-
- ねeとパラダイス
- サンデープロジェクト（朝日放送と共同制作）
- サンデー・フロントライン
- ビートたけしの!こんなはずでは!!
- 決定!これが日本のベスト100
- 三菱電機レディスゴルフトーナメント
- ビートたけしのTVタックル（2007年4月23日から2013年3月まで）
- 土曜ワイド劇場（2007年4月21日から、21時台複数社提供）当初は非公表だったが、後に2008年4月5日から木曜ドラマから受け継ぎテレビ朝日の提供番組へ昇格。その後日曜エンターテインメントへ再び提供を移り最終回目前の2017年3月で降板した。なお、土曜ワイド劇場も2017年4月8日を持って番組終了となった。
- サンデーデラックス（19時台）
- 日曜エンターテインメント[注釈 54]（2013年10月6日から2017年3月まで）
- 中居正広の身になる図書館（月曜ゴールデン時代）
- 報道ステーション SUNDAY
- ナニコレ珍百景（2019年4月 - 2023年9月）[注釈 55]
- 大改造!!劇的ビフォーアフター（ABC制作）
- まじかる⭐︎タルるートくん（ABC制作）※1992年4月から登板。
- スーパービックリマン（ABC制作）
- GS美神（ABC制作）
- ママレード・ボーイ（ABC制作）
- ご近所物語（ABC制作）
- 花より男子（ABC制作）※1997年3月まで降板。

テレビ東京系列
- 宮里藍のビッグゴルフ in USA
- ケロロ軍曹(アニメ)（2008年10月から2011年3月）
- プリティーリズムオーロラドリーム
- プリティーリズム・ディアマイフューチャー
- プリティーリズム・レインボーライブ
- プリティーリズム・オールスターセレクション
- プリパラ
- アイドルタイムプリパラ
- キラッとプリ☆チャン ※2018年12月まで降板。
- ミュークルドリーミー
- たまごっち!(2009年10月から2015年9月まで。)
- かみさまみならいヒミツのここたま(2015年10月から2018年3月まで。)
- 未来世紀ジパング
- ガイアの夜明け

その他
- DIATONE ポップスベストテン[注釈 56]（TOKYO FM）
- ダークダックスのラジオ番組
  - サンデーダークダックス（TBSラジオ・ABCラジオほか）
  - ダークダックス・ワールドスタンダード（TOKYO FM）
- カウントダウン・ジャパン（TOKYO FM、複数社提供）
- 杏のAnytime Andante（ニッポン放送・NRN系列、2014年4月6日から2015年9月27日まで） - 番組当初はアクサ生命だったが、2014年4月から当社に交代した。なお、杏は当社のイメージキャラクターに起用されている。
- 日曜劇場（CBCラジオ）

ほか多数

## 不祥事・労働問題

### 不祥事
日本政府（国）に対しての過大請求
防衛省は三菱電機が電子システム事業がミサイル設計や衛星関連などの契約料金を水増し請求したことに関して、2012年1月27日に指名停止処分とした。なお、同省以外にも内閣衛星情報センター、独立行政法人 宇宙航空研究開発機構、独立行政法人 情報通信研究機構、総務省のそれぞれから指名停止、または競争参加資格停止の措置を受けていたが、返納金を納め2016年現在全て解除されている。
社員らによる架空発注
同社は、東海道・山陽新幹線のインターネット予約システム「エクスプレス予約」の保守業務を受注しているが、これに関連して、営業部門に所属する複数の社員が、関係先に対し架空発注を繰り返し、代金を着服していたことが、2015年3月に判明した。東京国税局の税務調査の中で明らかになったもので、同社はこれらの社員の刑事告訴も検討しているもようである。この架空発注による所得に関連して、約2億4000万円の申告漏れを指摘されていたことも判明している。

### 製品での不正
パワー半導体検査での不備
2020年2月、パワーデバイス製作所（福岡市）で製造されたパワー半導体の絶縁耐圧試験で、2014年5月に新方式での検査方法が決められた後も、2014年11月から2019年6月にかけて旧方式での検査で出荷していたことが発表された。
カーオーディオ製品のEU規格不適合品の出荷
2020年11月6日、三田製作所（兵庫県三田市）で開発・設計されたEUの自動車メーカー向けカーオーディオ製品で欧州無線機器指令（Radio Equipment Directive、欧州RE指令）に適合しない製品4種、33万5238台を出荷していたことを発表。
安全基準を満たさない電気制御部品の出荷
2021年5月、名古屋製作所可児工場（岐阜県可児市）で製造された工場での配電盤などに使われる電気制御部品で安全基準を満たさない製品を出荷していたことが発表された。この影響で2021年11月5日付で、ISO9001の認証停止処分を受ける
鉄道用機器検査での不正
2021年6月、長崎製作所（長崎県西彼杵郡時津町）で製造する鉄道車両向け空調装置で、1985年ごろから35年以上に渡って、専用のプログラムを設けて組織的に不正な検査が行われていたことが発覚した。鉄道車両向け空気圧縮機の検査でも不正が発覚した。
変圧器検査での不正
2022年4月、系統変電システム製作所赤穂工場（兵庫県赤穂市）で製造する原子力発電所や鉄道変電所向けの変圧器で、1982年から2022年3月までの40年間に渡って、不正な検査が行われていたことが発覚した。不適切行為が確認された変圧器は、6万ボルト以上の変圧器で3384台に上る。
最終報告
2022年10月、国内の製造22拠点全ての品質不正調査が終了し、合計197件の不適切事案を確認したと発表。前回の調査報告後、新たに70件の不正が発覚し、10人の役員らを追加の処分対象とした。当初不正に関与していないとしていた前会長柵山正樹が関わったと判明した事案もあった。
電波法違反
2023年3月、コミュニケーション・ネットワーク製作所（兵庫県尼崎市）と鎌倉製作所（神奈川県鎌倉市）における無線局登録点検業務の手続きにて、登録に係る業務の実施の方法によらないで点検業務を行った、無線局の検査のために作成する点検結果を記載した書類（点検結果通知書）を事実とは異なる内容で免許人へ通知したとの理由により、関東総合通信局から電波法24条に基づき無線設備等の登録検査等事業の業務停止命令と業務改善命令を受けた。対象となった機器は社内設備であり既に運用されておらず、登録検査等事業停止期間中での製品出荷への影響は軽微であった。

### 労働問題
2020年3月現在、2012年以降、6人の労災認定者、5人（1人は子会社社員）の自殺者を出すなど、労働問題が相次いでいる。
労災問題
同社の情報技術総合研究所に勤務していた31歳の男性が、長時間労働を強いられ適応障害を発症したとして労働災害申請を神奈川労働局藤沢労働基準監督署に申し出、同監督署は2016年11月24日にこの男性を労災認定した。男性の話では、「過労死ライン」とされる約80時間の約2倍の約160時間の時間外労働をした月もあったにもかかわらず、上司が少なく申告するよう命じることもあったもようである。2017年1月11日に法人としての同社や幹部が書類送検されたが、後にどちらとも嫌疑不十分で不起訴処分となった。
裁量労働制にまつわる問題
同社において、兵庫県内の部署で裁量労働制で勤務していた研究開発部門の40歳代の男性社員が精神障害を発症して自殺し、2017年に労働基準監督署が過労に起因する労災と認定。2015年と2016年にも、別の部署で裁量労働制の社員2人が脳梗塞などを発症し、同様に労災と認定された。これを受け同社では、約1万人の技術者に対し導入していた裁量労働制を、2018年3月に廃止した。
パワーハラスメントによる社員の自殺
同社の兵庫県尼崎市の事業所に2019年に配属された新入社員の20歳代の男性が同年8月に自殺。その後、上司から「次　同じ質問して答えられんかったら殺すからな」、「お前が飛び降りるのにちょうどいい窓あるで、死んどいた方がいいんちゃう？」、「死ね」と言われたなどとする趣旨のメモが見つかり、遺族は兵庫県警に相談。県警はメモで名指しされていた教育担当の30代の男性の上司を、自殺教唆の容疑で11月神戸地方検察庁に書類送検した（のちに証拠不十分として不起訴処分）。12月18日、遺族側の弁護士が東京都内で記者会見し、労災申請を行うとした（のち労災と認定）。遺族側は同社に対する損害賠償請求訴訟の準備を進め、2022年8月に同社がパワハラが原因で自殺したと認め、訴訟外で遺族と和解が成立した。